# Ateliers céramiques gallo-romains d'Argonne
Ne doit pas être confondu avec Faïence de l'Argonne.
Les ateliers céramiques gallo-romains d'Argonne sont actifs du Ier au VIe siècle.
Du grès réfractaire, une argile de qualité, du bois de feu en abondance et de nombreuses sources permettent à l'Argonne de développer une industrie potière pérenne au Haut-Empire puis au Bas-Empire romain qui se prolonge sous les Mérovingiens.
Les exportations des potiers gallo-romains d'Argonne sont favorisées par le réseau routier antique et la proximité de la Meuse.
À l'apogée de sa production, au IVe siècle, l'Argonne exporte de la céramique sigillée dans tout le nord-ouest du monde romain du Rhin à la Seine.
En l'absence de sources historiques, les céramiques et les ateliers de potiers argonnais ne sont connus que par l'archéologie.
Les ateliers les plus connus se trouvent à Lavoye et à Avocourt.

## Historique des découvertes
L'atelier de Lavoye dans la vallée de l'Aire est le mieux documenté depuis les fouilles du Dr Meunier à la fin du XIXe siècle complétées par celles de Georges Chenet au début du XXe siècle.
Celui-ci explore également les ateliers des Allieux et d'Avocourt dans la vallée de la Buante
et plusieurs ateliers dans la vallée de la Biesme.
Les études sur le terrain reprennent
à la fin des années 1960 par des prospections autour d'Avocourt puis,
dans les années 1970 avec la fouille d'un four et d'un dépotoir à La Croix-des-Prêcheurs en forêt de Hesse,
et dans les années 1990 par de nouvelles prospections et une fouille de sauvetage également en forêt de Hesse.
La prospection permet d'explorer de vastes zones sans nécessiter de fouille à grande échelle.
En 2003, quelque 140 sites antiques sont recensés dans une zone qui s'étend sur 40 km du nord au sud et qui est encore très marquée par les dégâts de la Première Guerre mondiale.
Les cinq plus grands ateliers (Lavoye, Avocourt, les Allieux, Vaux-Mulard et Croix-des-Prêcheurs) sont entourés d'une multitude de petits ateliers éphémères.

## Contexte régional

### Ressources minérales et forestières

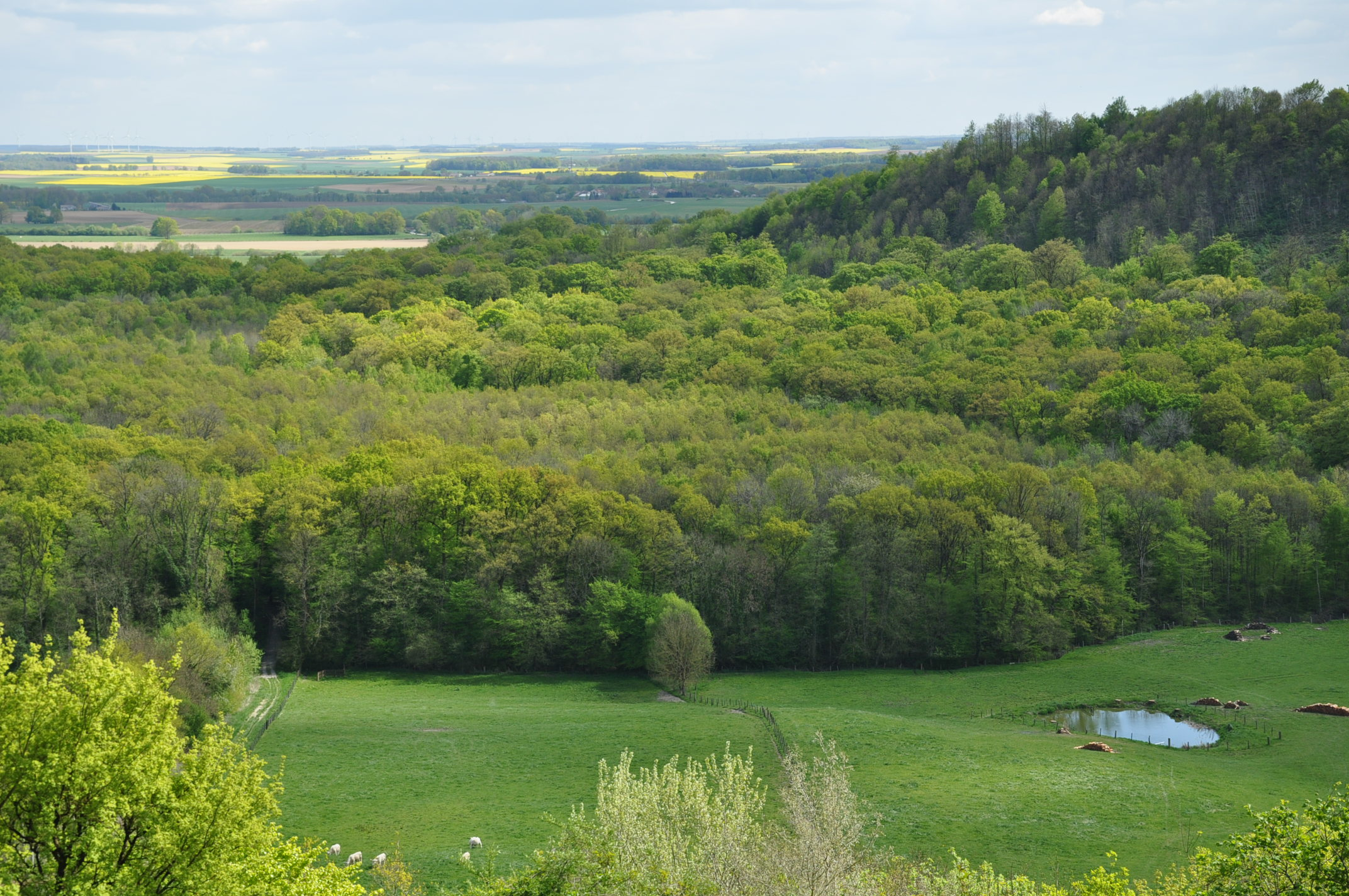
Paysage près de Beaulieu-en-Argonne.

L'Argonne se trouve au nord-est du bassin parisien à la limite de la Champagne mais principalement en Lorraine.
Elle s'étend vers l'ouest jusqu'à la haute-vallée de l'Aisne et s'approche vers l'est de la haute-vallée de la Meuse aux environs de Verdun.
L'axe central de la région correspond aux vallées de l'Aire et de l'Agron.
Les sols peu profonds d'argile et de sable sur un substrat calcaire sont peu propices aux cultures et fréquemment recouverts de forêts. Ils entourent des buttes résiduelles d'un grès fin appelé gaize typique de la région.
Facile à travailler, la gaize est employée comme pierre de construction et du fait de ses propriétés réfractaires, plus particulièrement pour la construction de fours.
La gaize sert aussi de matière première pour la fabrication du verre.
Grès, sable, argile et bois de feu en abondance,
les ressources minérales et forestières de l'Argonne favorisent l'artisanat de la terre, du verre et du fer dès l'Antiquité.
Parmi de nombreux sites de prélèvement d'argile réputés pour leur qualité, le plus connu est celui du plateau d'argile du Gault qui entoure le massif de gaize du Hermont en forêt de Hesse.
L'hypothèse d'une chênaie-hêtraie silicicole sur les buttes de gaize, accompagnée d'aulnaie-frênaie et de chênaie-charmeraie sur les argiles et les sables, est vraisemblable bien qu'aucun diagramme pollinique ne soit disponible pour l'Antiquité. On sait en effet que la composition de la forêt ne se transforme profondément que récemment avec l'introduction massive des mélèzes et des épicéas.
En l'absence d'études paléoenvironnemtales, nous ne connaissons pas l'impact des artisanats du feu (qui tous utilisent du bois comme combustible) sur la couverture forestière de la région.

### Réseau routier antique
| Saalburg Alzey Rheinzabern La Villeneuve-au-Châtelot Ville-sur-Lumes Val-de-Vesle La Madeleine Haute-Yutz Eincheville Chémery Blickweiler Heiligenberg Ittenwiller Luxeuil-les-Bains Reims Châlons Verdun Senon Metz Trèves Langres Strasbourg La Cheppe Naix-aux-Forges Andesina |

Le réseau routier antique identifié par les érudits du XIXe siècle met l'Argonne à la portée des grands fleuves navigables, notamment :
- la Marne via Châlons-en-Champagne à l'ouest,
- la Meuse via Verdun à l'est,
- et plus loin la Moselle via Metz.

La route de Reims à Trèves traverse l'Aisne au nord de l'Argonne, au pied de l'éperon de Voncq (en latin : Vungus), à mi-chemin entre Reims et Carignan (en latin : Epoisso).
Quant à la voie romaine Reims-Metz, elle fait partie du grand itinéraire de Strasbourg à Boulogne-sur-Mer par Metz, Reims et Amiens
dont l'itinéraire classique contourne l'Argonne et Verdun par le sud via Naix-aux-Forges et Toul, ce qui présente peu d'intérêt pour les potiers argonnais.
Ils utilisent une voie secondaire plus courte qui traverse l'Argonne
et se décline en deux itinéraires proches l'un de l'autre :
- on peut repérer le premier itinéraire au niveau de Vienne-la-Ville dans la vallée de l'Aisne, puis de Lachalade dans la vallée de la Biesme, La Croix-de-Pierre sur la crête de l'Argonne au-dessus de Lochères, Vraincourt (écart de Clermont-en-Argonne) dans la vallée de l'Aire, et Verdun où ce premier itinéraire traverse la Meuse en direction de Metz ;
- le second itinéraire se sépare du premier probablement au lieu-dit La Croix-de-Pierre sur la crête de l'Argonne. Il s'incurve vers le nord-est dans la vallée de l'Aire qu'il traverse aux environs de Neuvilly-en-Argonne, débouche dans la vallée de la Buante aux Allieux, traverse la Buante au Pont-des-Quatre-Enfants aux portes d'Avocourt, passe la Meuse au gué de Cumières une quinzaine de kilomètres au nord de Verdun et poursuit en direction de Senon puis Metz[7].

Cette position centrale sur l'axe commercial Reims-Metz, et la proximité d'au moins deux points de transbordements possibles sur la Meuse, expliquent probablement en partie le succès des céramiques d'Argonne.
Comparée à ces atouts, la proximité de l'Aisne joue sans doute un rôle moins important.

### Habitat
La courbe d'occupation des sites antiques de la région montre une progression entre le Ier siècle et le IIe siècle, pendant laquelle de nombreux habitats s'implantent le long des vallées et sur les plateaux, puis une baisse continue du nombre de sites occupés jusqu'au Ve siècle. La plus grande densité de sites antiques se situe donc au IIe et IIIe siècles, près des trois-quarts des sites sont alors occupés. De nombreux sites sont abandonnés à la fin de cette période. Bien que de nouveaux sites, notamment des sites de hauteur et de petits habitats dispersés, apparaissent aux IIIe et IVe siècles, environ la moitié des sites seulement sont occupés au IVe siècle et seulement un sur cinq au Ve siècle.
Les villas antiques des vallées de l'Aire et de ses affluents orientaux livrent des vestiges architecturaux luxueux (thermes, marbres, enduits peints, enfilades de pièces dallées en briques, etc.) sur une période longue couvrant le Haut et le Bas-Empire romain.
Les monnaies découvertes à Lavoye s'échelonnent de La Tène finale aux empereurs byzantins du Ve siècle.
En dehors de Lavoye, des monnaies et les trésors monétaires découverts dans la région s'échelonnent sur la seconde moitié du IIIe siècle et le début du IVe siècle, parfois au-delà, et fournissent un cadre chronologique intéressant.
Aucun des trésors connus ne correspondant aux dates des grandes invasions, l'analyse des trésors monétaires tend à écarter l'hypothèse d'un impact fort des invasions de 275-276 en Argonne.
Les nécropoles mérovingiennes de la région qui reprennent parfois les emplacements de sites romains, montrent la possibilité d'une réoccupation voire d'une continuité d'occupation entre le Bas-Empire romain et le Haut Moyen Âge dans l'Antiquité tardive,.

### Artisanats du feu
Outre les ateliers de potiers, des tuileries fonctionnent en Argonne entre le Ier siècle et le IVe siècle au moins. Elles participent à la même dynamique économique que la poterie et sont parfois directement implantées parmi les officines de céramique, ce cas se présente notamment à Lavoye et Avocourt. L'utilisation de tuiles, comme la sigillée, est une tradition venant d'Italie.
Les « forges routières » sont nombreuses sur les axes de circulation de l'Argonne sans que l'on sache s'il s'agit seulement de travail du fer ou aussi de réduction du minerai de fer présent dans la région.
On sait cependant grâce aux prospections géophysiques effectuées sur le site de la Pierre-à-Villé que des scories de fer ont servi à empierrer la voie antique voisine. Parallèlement des bas fourneaux et des ateliers de bronziers sont attestés à Lavoye au Ier siècle.
La production des ateliers de verrerie romains de la région est variée : verre à vitre, verre soufflé, petits objets de parure (bracelets, bagues, perles, épingles, pions, etc.) et des milliers de tesselles de mosaïque.
Au nord de Lavoye, en marge de l'habitat antique de Froidos, un dépotoir de verrier daté du IIIe siècle livre des creusets en céramique craquelée bleutée comme à Lavoye.
Les séries de puits signalées depuis longtemps sur les plateaux de gaize entre l'Aisne et l'Aire sont probablement des puits d'extraction de matière première destinée aux ateliers de verrerie antiques.

### Pax romana

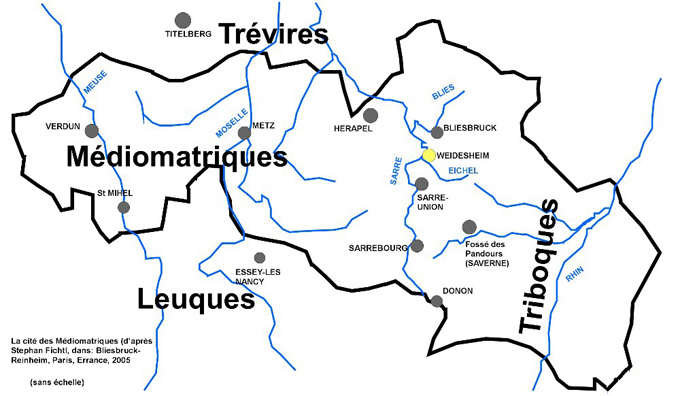
Localisation des Médiomatriques

L'Argonne antique est habitée par le peuple des Médiomatriques dont le chef-lieu de cité est Metz.
Les Médiomatriques font partie au début de l'époque gallo-romaine de la grande province de Belgique qui a pour capitale Reims, chef-lieu des Rèmes, puis ultérieurement Trèves, chef-lieu des Trévires.
Avec la réorganisation territoriale de Dioclétien en 297, les Médiomatriques se rattachent à la Belgique première dont Trèves reste la capitale, tandis que Reims devient la capitale de la Belgique seconde.
Ce n'est qu'au IVe siècle que la cité des Médiomatriques se scinde entre Metz et Verdun, l'Argonne fait dès lors partie de la nouvelle cité des Verodunenses dont le chef-lieu est Virodunum, l'actuelle Verdun.
Les potiers argonnais, comme l'ensemble des Médiomatriques, s'intègrent sans réserve dans le mode de vie gallo-romain, profitant au mieux de la pax romana pour faire du commerce.
La crise du troisième siècle freine sans doute l'activité des ateliers argonnais, mais paradoxalement elle leur permet aussi de se développer au siècle suivant.
En effet, en 260, les Alamans conquièrent les Champs Décumates et attaquent Augst contribuant à la germanisation de ces régions précédemment romanisées.
La même année le général gaulois Postume fait sécession et crée l'empire des Gaules qui contrôle la Bretagne romaine, la Gaule et l'Hispanie jusqu'en 274.
L'affaiblissement de la province de Germanie supérieure sous la pression des Alamans déstabilise la production de sigillée rhénane au profit des ateliers argonnais.
Ceux-ci, malgré la nouvelle invasion des Francs et des Alamans en 275-276, profitent de la sécurisation des frontières entamée par Aurélien (270-275), de la période de paix sous Probus (276-282) puis de la consolidation de l'empire apportée par la tétrarchie de Dioclétien (284-305).

### Invasions tardives

Villes pillées par les Huns en 451

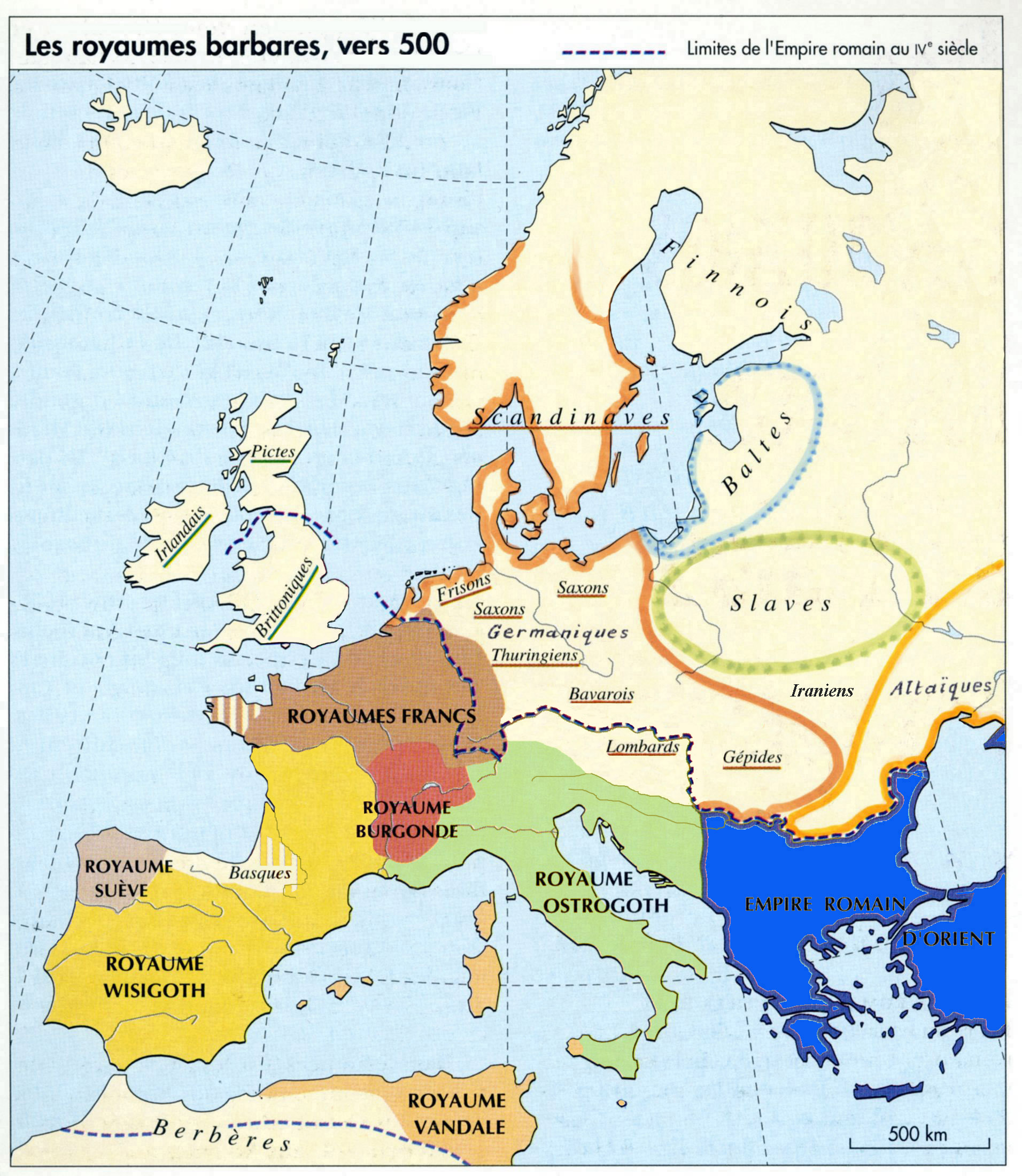
L'Europe en 500.

Affaiblie par les guerres civiles du IVe siècle, l’armée romaine quitte la Grande-Bretagne dès le début du Ve siècle. Elle se replie sur le continent et n'assure plus efficacement la protection des frontières au Ve siècle.
En 406, les Vandales, les Suèves et les Alains passent le Rhin. Les Vandales poursuivront leur route jusqu'en Afrique et les Suèves s'installeront dans le nord-ouest de la péninsule Ibérique.
Dès 407, le siège de la préfecture du prétoire des Gaules est rapatrié de Trèves à Arles.
Dans les années 440, le patrice Aetius utilise des fédérés Alains pour soumettre les bagaudes d'Armorique et installe les Francs saliens en tant que fédérés près de Tournai.
En 451 l'empire hunnique d'Attila lance une offensive en Gaule. Les Huns et leurs vassaux germaniques remontent le Danube et entrent dans l'Empire romain d'Occident à la hauteur de Mayence. Ils ravagent notamment sur leur passage les villes de Metz et de Reims. Ils tentent sans succès d'assiéger Orléans et sont repoussés par les troupes coalisées romaines et germaniques d'Aetius à leur retour en Champagne lors de la bataille des champs Catalauniques quelque part entre Troyes et Châlons-en-Champagne (Durocatalaunum).
Les dissensions s'aggravent dans l'Empire romain d'Occident après l'assassinat d'Aetius bien que simultanément l'empire hunnique s'écroule rapidement après la mort d'Attila. Finalement ce ne sont pas les Huns mais les Vandales qui pillent Rome en 455. Les peuples germaniques, notamment Wisigoths, Burgondes et Francs, agrandissent leurs territoires. Les Ostrogoths s'installent en Provence puis s'emparent de Ravenne en 476 mettant fin à l'Empire romain d'Occident sans mettre fin aux grandes invasions qui se poursuivent au Haut Moyen Âge.
L'Argonne, peut-être protégée par son relief,
semble rester relativement à l'abri de ces évènements dramatiques.
Elle conserve son mode de vie gallo-romain
tout en se christianisant
et en passant sous le contrôle des Mérovingiens.

## Localisation des ateliers de potiers

### Lavoye et Avocourt

Deux vases antiques sigillés au-dessus d'une fontaine dans le blason d'Avocourt.

Le site de Lavoye occupe 40 ha principalement dans le quartier de La Vérine.
Le site d'Avocourt occupe 35 ha.
Sur les deux sites, les ateliers de potiers antiques sont accompagnés des vestiges d'autres artisanats du feu (fours de bronziers, forges de fer et fours de verriers) et d'installations thermales (hypocaustes).
Habitat et exploitation agricole y sont également attestés bien qu'ils laissent moins de traces que les activités artisanales
mais la production céramique, tout en étant proche d'habitats gallo-romains, n'est généralement pas située au centre des agglomérations, elle s'étend au-delà du secteur habité ou à l'écart des habitats.
Chacun des deux sites correspond à la notion de vicus, il y avait sans doute un vicus à Lavoye et un autre à Avocourt.
Ils se situent tous les deux sur des axes de circulation :
- Lavoye se trouve sur la route de Châlons-en-Champagne à Verdun à l'endroit où elle traverse l'Aire à gué ; le nom de Lavoye qui dérive de « lou wué », le gué, témoigne de l'importance et de l'ancienneté du passage à cet endroit[7],
- Avocourt qui est dans la vallée de la Buante, se trouve sur l'itinéraire Reims-Metz qui traverse la Meuse au gué de Cumières au nord de Verdun.

Un important matériel de La Tène montre que l'activité commence à Lavoye dès l'époque celtique alors que l'installation d'Avocourt n'est attestée qu'au Haut Empire à partir du Ier siècle.
Au Ier siècle et au début du IIe siècle, les sépultures à incinération de Lavoye livrent déjà quelques pièces de vaisselle en céramique sigillée, toutes importées. Elles proviennent notamment de La Graufesenque et Lezoux. D'autres importations parviennent à Lavoye à la même époque : de grandes hydries, de la vaisselle de table estampillée de noms gaulois, et des vases en « craquelée bleutée » de provenance inconnue.
Au IIe siècle, à Lavoye, des fours traditionnels (moins perfectionnés que ceux réservés à la sigillée) servent à cuire de la poterie commune sans engobe, de grandes cruches orangées à une ou deux anses, des vases gallo-belges, et à produire en masse des gobelets à l'engobe noir mat de formes variées. 
Les plus anciennes sigillées d'Argonne retrouvées sur place sont produites à Lavoye entre 120 et 140, sous le règne d'Hadrien. L'exportation commence sans doute dès le début de la production puisque le début de diffusion sur le limes rhénan est estimé vers 125 par Elvira Fölzer.
On connait le nom des potiers Tocca, Cossilus et Marcellus actifs à cette période.
Il semble qu'au IIIe siècle les fours à sigillée ne cuisent plus qu'assez irrégulièrement à Lavoye. Des bols moulés datés sur place par une monnaie de 249, montrent une dégradation dans la technique de moulage aussi bien que dans la teinte de la pâte, la glaçure, le choix des décors et leur disposition. À tout point de vue la qualité de la production baisse.
Sur la durée, plus de 80 noms de potiers sont connus à Lavoye par leurs estampilles dont une dizaine interviendraient comme décorateurs sur moules ou bols moulés.
Concernant Avocourt, on y trouve une production gallo-belge de grandes cruches à deux anses et de grandes bouteilles décorées à la molette. La dernière cuisson gallo-belge est datée vers 200-220, associée avec une production de sigillée moulée.
Des formes gallo-belges moins traditionnelles ou imitant des formes sigillées accompagnent les formes gallo-belges typiques.
Une production de céramique commune oxydante est attestée parallèlement depuis la première moitié du Ier siècle jusqu'au IIe siècle ou IIIe siècle. Et on trouve à Avocourt de nombreux fours de sigillée moulée.
De petits ateliers existent de plus dans la vallée de la Buante aux environs d'Avocourt.
Lors des combats dans les tranchées de la Première Guerre mondiale, un officier allemand repère dans la vallée de la Buante les vestiges d'un atelier gallo-belge datant probablement de la seconde moitié du Ier siècle.
Des fours d'Avocourt, des Allieux et de Lavoye produisant de la sigillée moletée sont datés de la seconde moitié du IVe siècle par des monnaies de Constant, Constance II, Valens, Gratien, Valentinien II et Théodose.
Une crapaudine en bronze trouvée à Lavoye témoigne de la présence d'un tour de potier sur ce site. À Avocourt, c'est un bloc de grès quartzeux rougeâtre trouvé à proximité d'un four du IVe siècle qui serait le vestige d'un tour de potier équipé quant à lui d'une crapaudine en pierre : la face supérieure du bloc de grès comporte une cupule polie et sa face inférieure a été retouchée à la meule sans doute pour mieux s'insérer dans un support en bois.
L'occupation semble continue sur les deux sites de Lavoye et Avocourt jusqu'au début du Ve siècle et se prolonge au VIe siècle sous les Mérovingiens.
Les productions les plus tardives sont attestées sur le site d'Avocourt.

### Les Allieux
Situé au bord de la forêt de Hesse, proche de la vallée de la Buante et d'Avocourt, ce site est parfois décrit comme la clairière des Allieux sous Vauquois. C'est un site vaste et de longue durée comme Avocourt et Lavoye mais qui s'en démarque par l'absence de céramique gallo-belge.
Outre de nombreux fours à gobelets noirs, il y a dans la clairière des Allieux plusieurs officines de sigillée moulée. Le style dégradé de moules à bols trouvés sur place indique qu'une partie au moins de l'activité se poursuit au IIIe siècle.
Un bloc de grès brun-clair à cupule polie trouvé dans un atelier du IIIe siècle serait le vestige d'un tour de potier équipé d'une crapaudine en pierre.
Bien que les fours de sigillée moulée ne concernent qu'une petite partie des structures, 40 poinçons sont connus sur ce site dont 6 existent sur des moules des potiers Germanus et Africanus, les autres poinçons sont anonymes. Le style des vases est caractéristique des Allieux et se retrouve peu à Lavoye. L'atelier principal des Allieux est attribué au dernier tiers du IIe siècle et il est entouré de nombreux petits ateliers de sigillées moulées.
La production se poursuit, ou reprend, aux Allieux comme à Lavoye et Avocourt pendant la seconde moitié du IVe siècle avec les décors à la molette.
La production de sigillée moletée se poursuit aux Allieux jusqu'au Ve siècle.

### La forêt de Hesse
La forêt de Hesse s'étend de la vallée de la Buante à celle de l'Aire.
Elle se situe entre Vauquois au nord, Avocourt à l'est, Aubréville au sud et Neuvilly-en-Argonne à l'ouest.
Sur l'Aire et dans la forêt de Hesse, les sites à céramiques gallo-belges sont datés du Ier siècle, ils occupent de petites surfaces, moins d'un hectare, et ont un mobilier homogène de céramiques à cuisson réductrice. Une fouille de sauvetage en forêt de Hesse en 1992, sur le site de La Fontaine-aux-Chênes dans la vallée du Mergevau, révèle un petit atelier de trois fours de céramique gallo-belge et de céramique commune (marmites et cruches engobées blanches) datées du milieu et du troisième quart du Ier siècle.
Le site de Vaux-Mulard qui occupe environ 8 hectares et celui de la Croix-des-Prêcheurs qui occupe environ 14 hectares se trouvent dans la forêt de Hesse sur le plateau d'argile du Gault, l'un à l'ouest et l'autre à l'est.
À la Croix-des-Prêcheurs, un four et un dépotoir fouillés en 1978, actifs au dernier quart du IIe siècle et au IIIe siècle, attestent une production de sigillée lisse et moulée, et de céramique commune. De nombreux décors moulés trouvés dans le dépotoir sont attribués au potier Gesatus vers la fin du IIe siècle. Aux alentours de ces deux sites et à peu près à la même époque, des fours isolés et de petites officines parsèment les zones d'argiles du Gault et de sables verts autour des buttes de la forêt de Hesse.

### Pont-des-Rèmes

Vase antique sur le blason du Claon au bord de la Biesme.

Des fours de potiers gallo-romains sont découverts et fouillés au début du XXe siècle dans la vallée de la Biesme au Pont-des-Rèmes sur la commune de Florent-en-Argonne à l’extrémité est du département de la Marne et à quelques kilomètres au sud de la voie Reims-Metz.
Le site livre les vestiges d'un grand four ovale avec sa chaufferie murée, une grande fosse à tremper l'argile avec sa tranchée de drainage et un puisard, les restes d'un « mouton » dû à un coup de feu et de nombreux accessoires d'enfournement.
On y fabrique de la sigillée lisse, des terrines et des bols décorés.
De probables fosses d'extraction d'argile se situent à proximité du site sur la rive opposée du ruisseau.
L'activité du site, apparemment de courte durée, est datée vers 150.
Un échantillon de 327 estampilles relevées sur des sigillées lisses au Pont-des-Rèmes se recoupe en 35 estampilles distinctes appartenant à 25 potiers avec une répartition inégale puisque les quatre ou cinq potiers les plus actifs signent plus de 40 objets chacun, deux d'entre eux sont également connus à Lavoye, à Avocourt et aux Allieux.

Dessins de Georges Chenet en 1912 et 1913
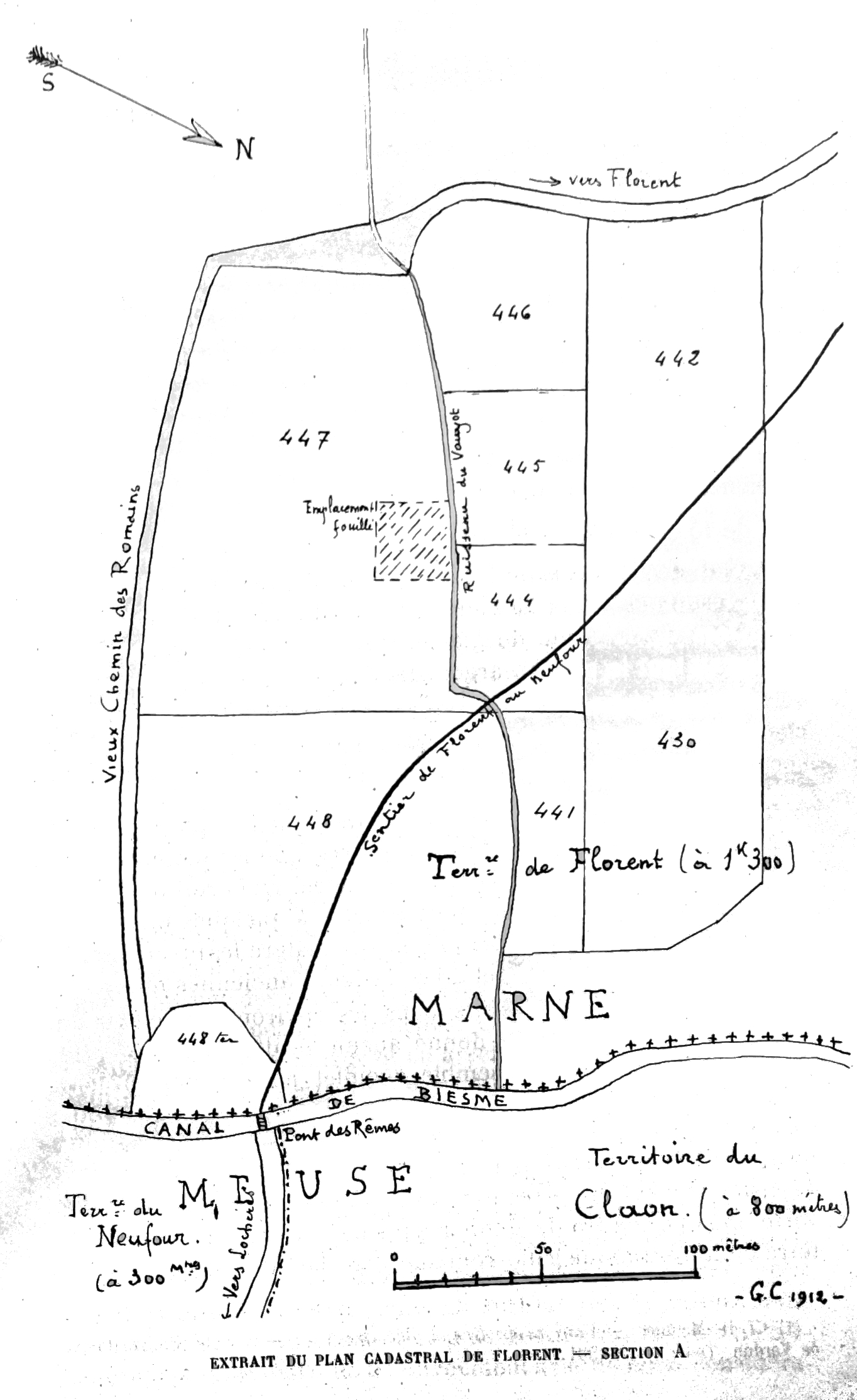
Localisation du site de Pont-des-Rèmes.
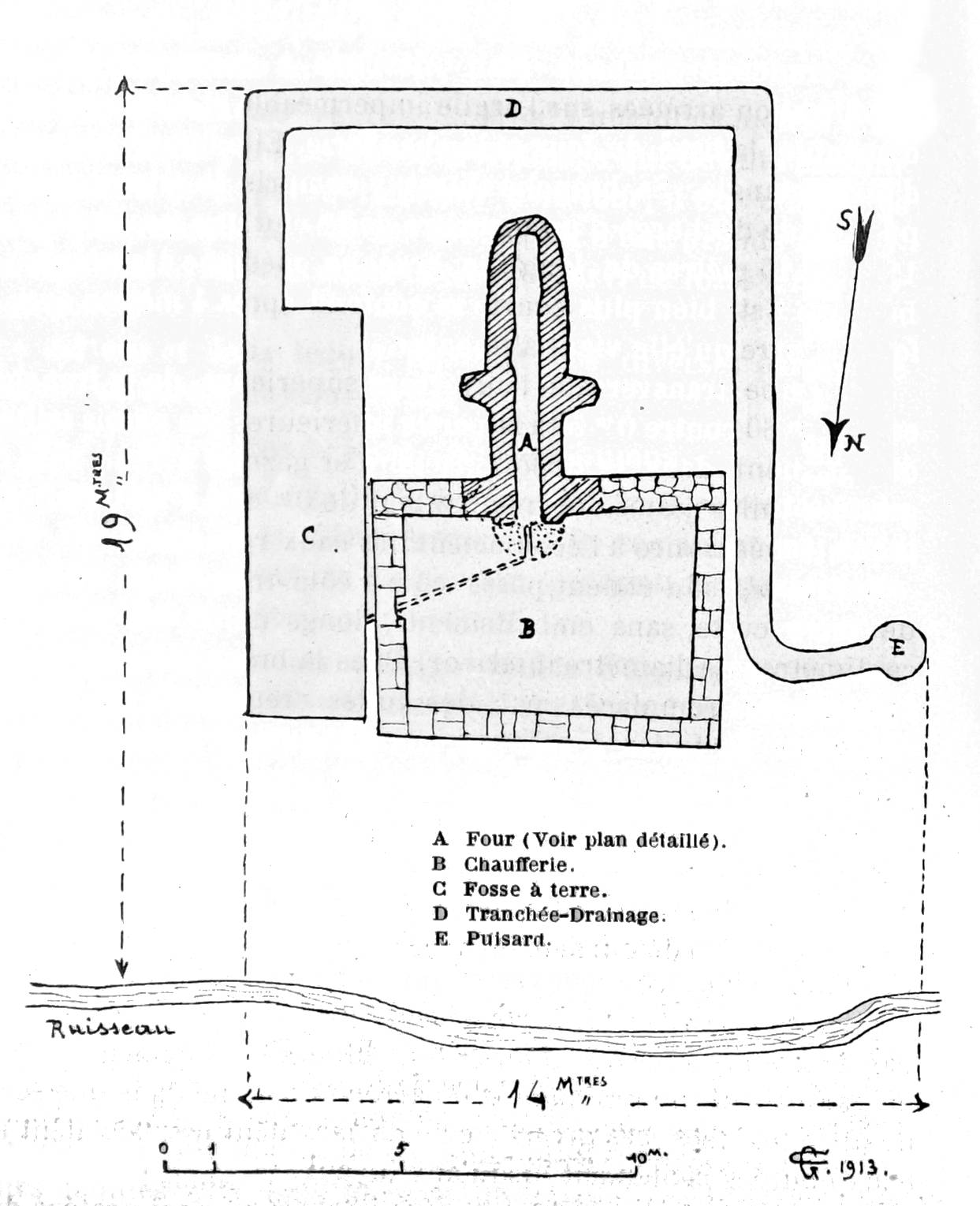
Plan d'un atelier de potier.
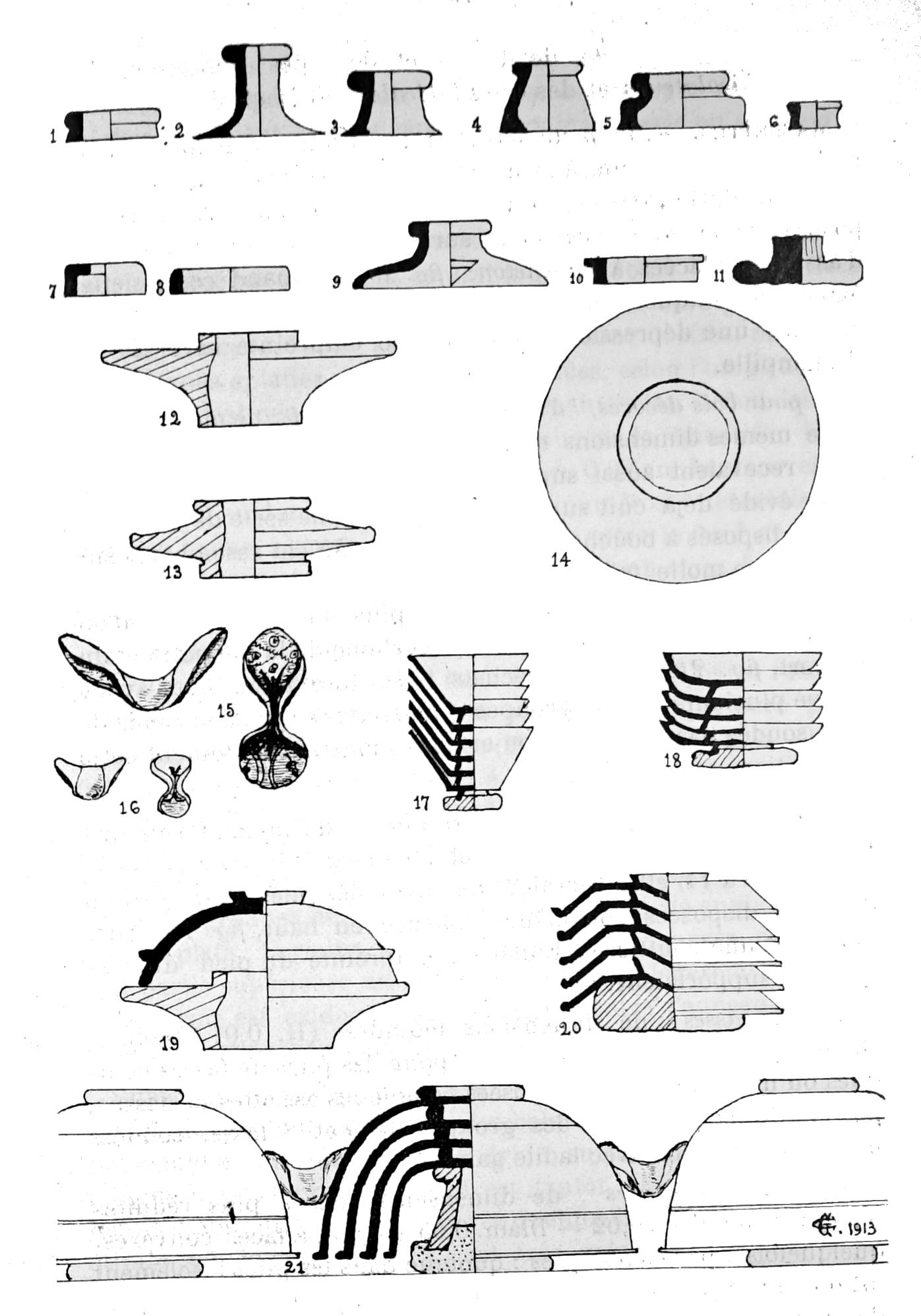
Supports et cales de cuisson (?).

### Stations routières de la voie Reims-Metz
Les stations routières d'Axvenna dans la vallée de l'Aisne, du Pont-Verdunois dans la vallée de la Biesme et de Pierre-à-Villé sur un méandre de l'Aire, se comparent aux « villages-rues » du nord de la Gaule et occupent des surfaces moyennes (de 10 à 15 ha) .
Elles sont habitées au moins du Ier siècle au IVe siècle.
Outre le fanum de Pont-Verdunois, on y trouve des nécropoles, des installations thermales, des forges et des ateliers de potiers.
On trouve peu ou pas de fours de potiers à Vienne-la-Ville, site de l'antique Axvenna ;
de nombreux fours au Pont-Verdunois sur la commune de Lachalade ;
plusieurs fours à Lochères sur la crête de l'Argonne ;
et plusieurs fours aussi à Pierre-à-Villé près de Vraincourt dans la commune de Clermont-en-Argonne,
le long de l'itinéraire Reims-Metz via Verdun.
On retrouve des habitats du même type
au Pont-des-Quatre-Enfants sur la Buante
(au lieu-dit La Caouette dans la commune d'Avocourt, avec plusieurs fours de potiers)
et au Pont-de-Cumières à Esnes-en-Argonne dans la vallée de la Meuse
(peu ou pas de fours de potiers),
le long de l'itinéraire Reims-Metz via Senon.
Il semble que l'activité sur ces sites ne commence qu'au IIe siècle
(la céramique gallo-belge est absente comme aux Allieux).
La production de céramique à Pont-Verdunois commence par un atelier de sigillée moulée au IIe siècle et se poursuit avec un atelier de sigillée moletée au IVe siècle.
L'atelier de Lochères est daté du IIe siècle.
La production à Pierre-à-Villé ne commence qu'à l'époque de la sigillée moletée au IVe siècle.
Et la production semble plus tardive, attribuée au Ve siècle, au Pont-des-Quatre-Enfants.

### Ateliers perchés

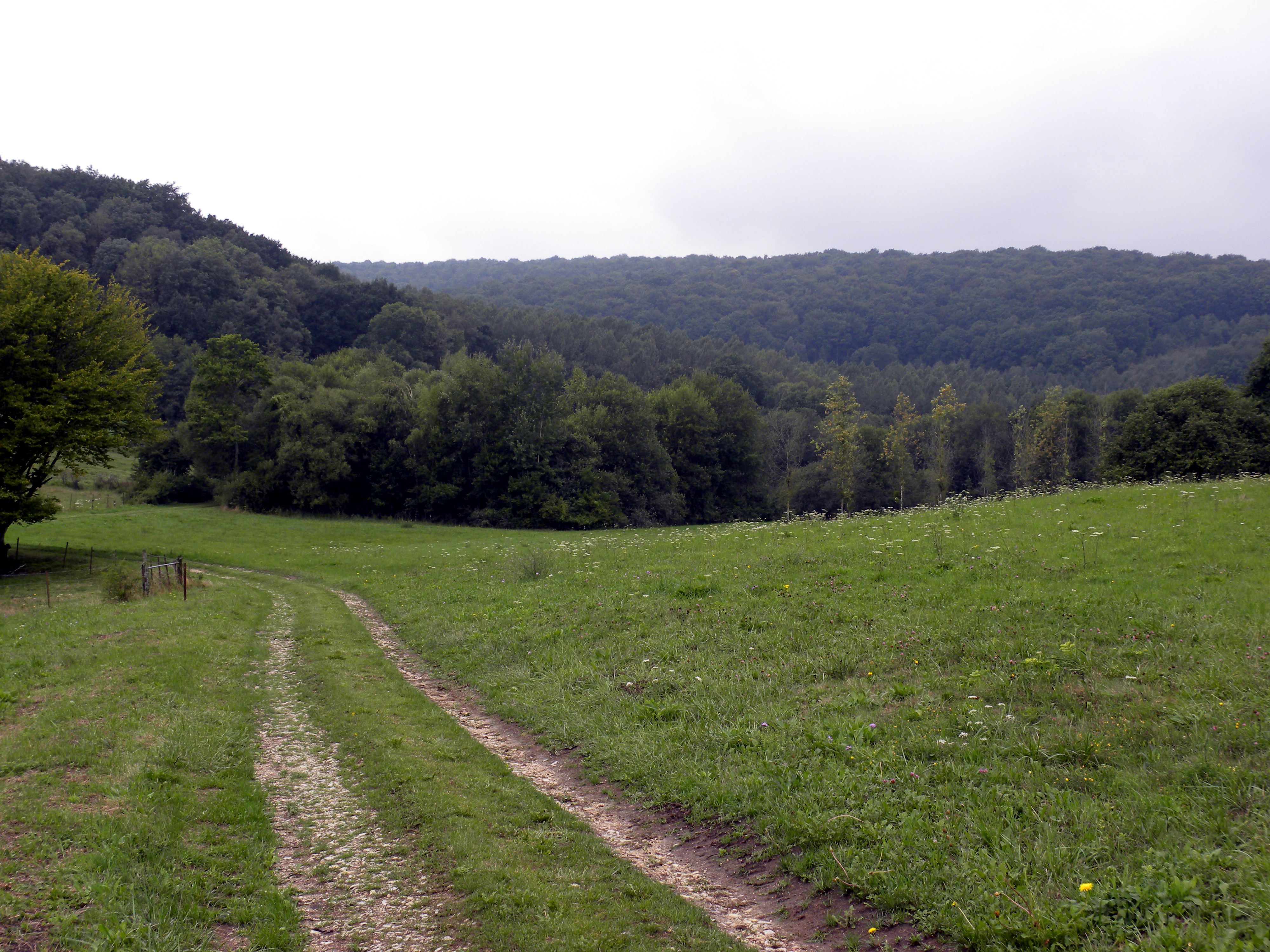
Vallon près de Chatel-Chéhéry.

Sur le site de Chatel-Chéhéry, l'occupation du sommet plat d'une butte de gaize aux IVe et Ve siècles se double d'une occupation contemporaine en bas de versant.
La surface totale d'environ 2,5 ha reste modeste.
L'activité artisanale semble se limiter aux fours de potiers.
On trouve de même des traces d'ateliers autour des buttes de Vauquois et de Montfaucon-d'Argonne.
Ces « ateliers perchés » sont actifs à l'époque de la sigillée moletée.
À Chatel-Chéhery, un décor à symboles chrétiens (calice, grappe de raisin, colombe et chrisme) découvert dans un amas de déchets proche d'ateliers du IVe siècle, figure aussi sur des bols trouvés dans les ruines de l'amphithéâtre de Metz et dans les thermes de Sainte-Barbara à Trèves, donc au début du Ve siècle.
Avec une configuration topographique analogue à celle de Chatel-Chéhéry et la même occupation tardive aux IVe et Ve siècles, le site de hauteur de Grandpré occupe des surfaces plus modestes (1 ha sur la butte et 1,5 ha en bas de versant) et l'activité artisanale s'y limite à des traces de forge.
On trouve des indices de monnaies et de céramiques également sur la butte de Sainte-Menehould mais sans trace d'activité artisanale.
L'analogie avec les sites de hauteur des Ardennes pendant l'Antiquité tardive tel que le site fortifié du Mont Vireux, suggère que l'habitat groupé permanent est en bas de versant alors que le sommet sert de refuge et de cantonnement militaire.
L'activité artisanale y côtoie au plus près les fonctions d'habitat et peut-être de défense.

## Production

### Outils et savoir-faire

#### Préparation des terres
Les ateliers sont souvent à proximité immédiate de sources ou de ruisseaux, et à proximité des bancs de sables verts (présents essentiellement sur les calcaires) donc relativement éloignés des gisements d'argile du Gault.
On constate l'utilisation constante des mêmes argiles et des mêmes dégraissants, au moins au sein des mêmes ateliers. L'analyse par fluorescence-X des produits de l'un des ateliers d'Avocourt par exemple, montre que la céramique gallo-belge, la céramique commune et la sigillée produites sur ce site conservent la même composition chimique à toutes les époques.
Les fouilles révèlent parfois des fosses d'extraction d'argile et, plus fréquemment, les fosses à tremper l'argile.
Les premières pouvant être relativement loin des ateliers alors que les secondes sont dans le périmètre des ateliers et généralement proches des fours.
Les potiers préparaient sans doute différentes barbotines pour produire les engobes de couleurs variées des céramiques communes et gallo-belges et l'engobe rouge des sigillées.

#### Poinçons, moules, molettes

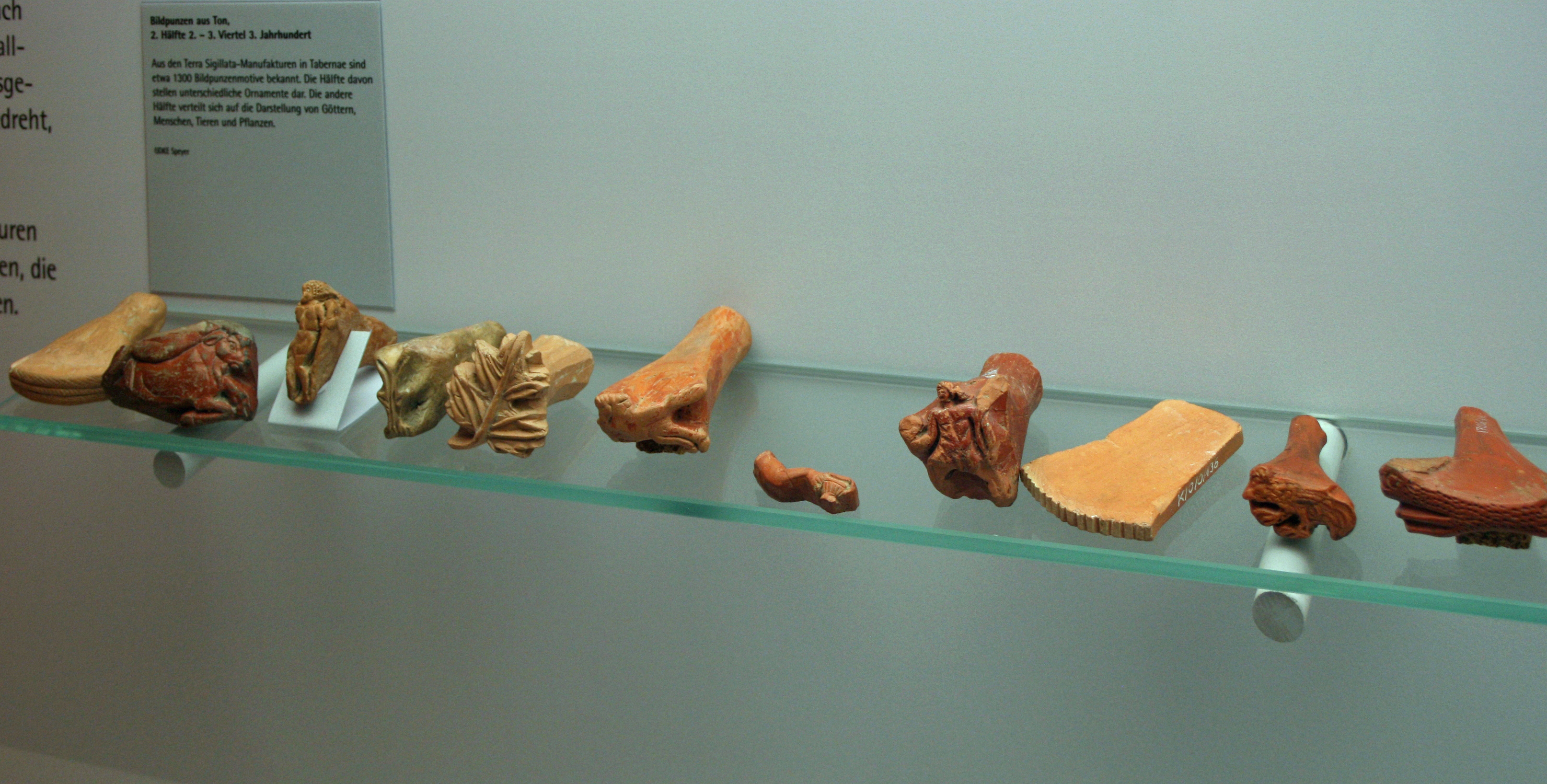
Poinçons (Terra-Sigillata-Museum, Rheinzabern). Les poinçons servent à estamper les moules (négatifs) qui produiront les décors (positifs).
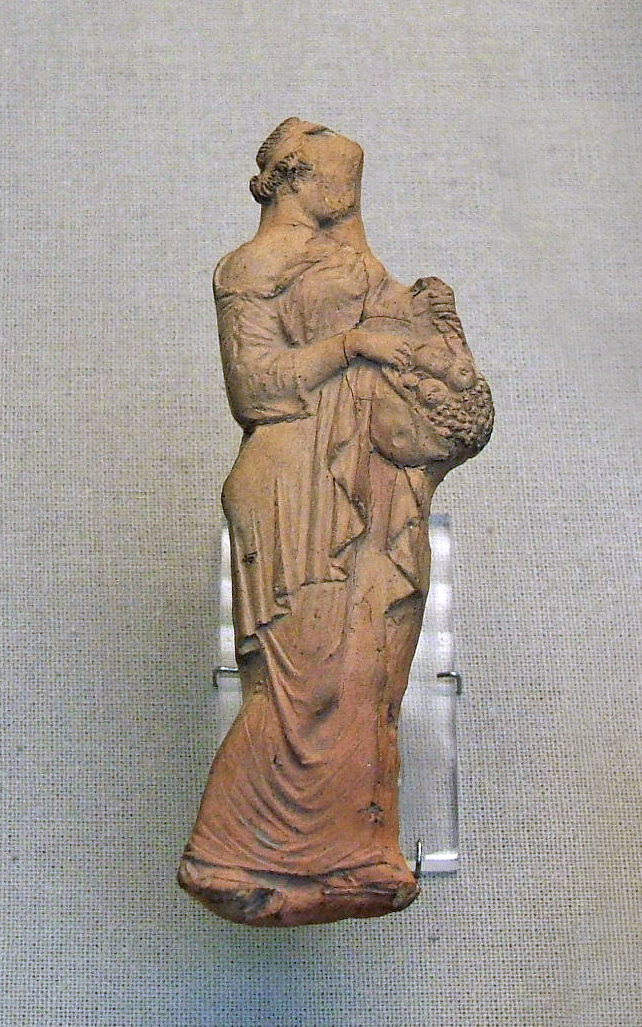
Poinçon d'Arezzo finement ciselé représentant le Printemps (British Museum).
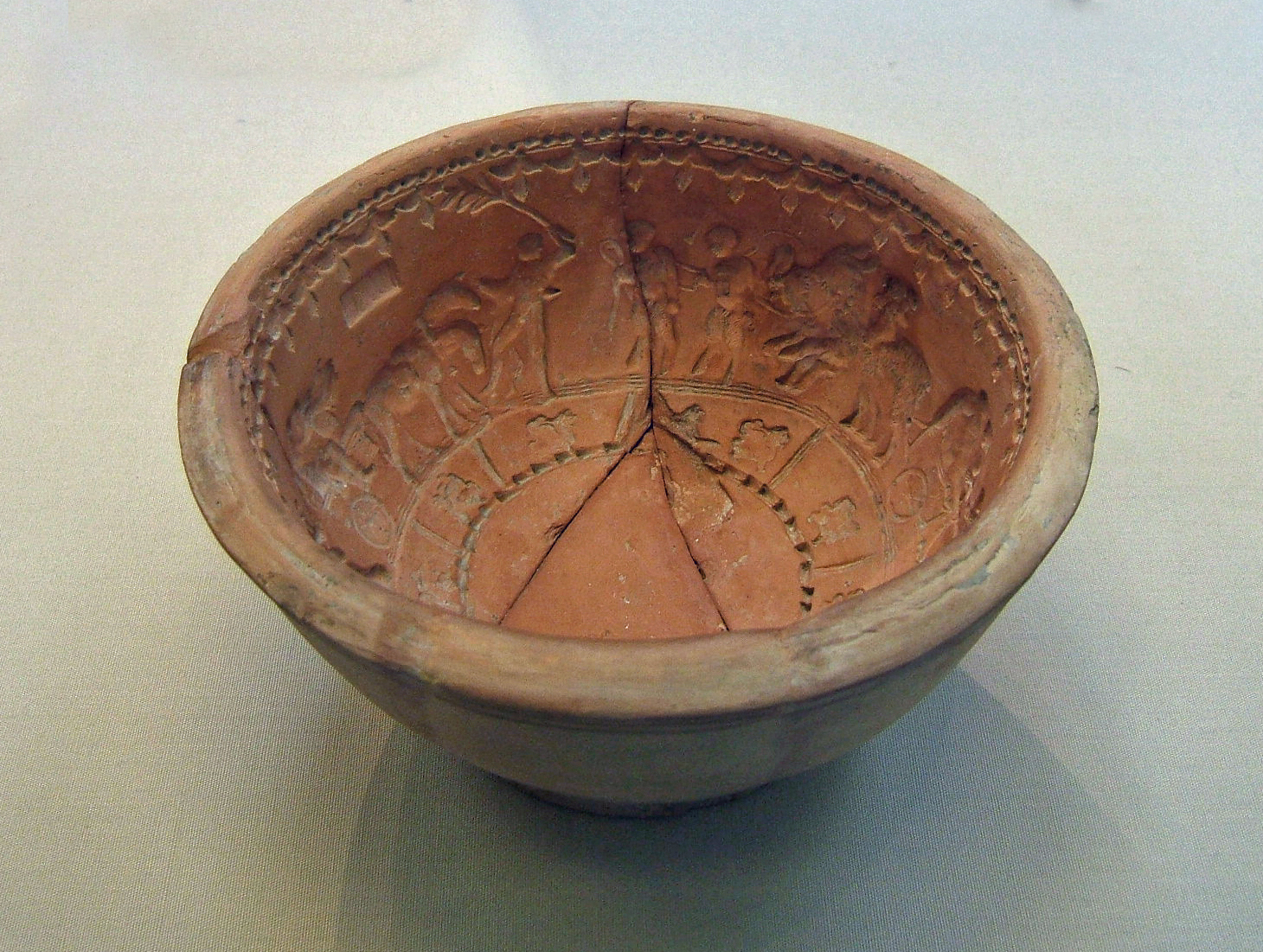
Moule provenant d'Arezzo (British Museum). Le potier monte la paroi du vase au tour en plaquant l'argile contre le moule. Il l'en extrait après un court séchage et y ajoute un pied tourné à part.
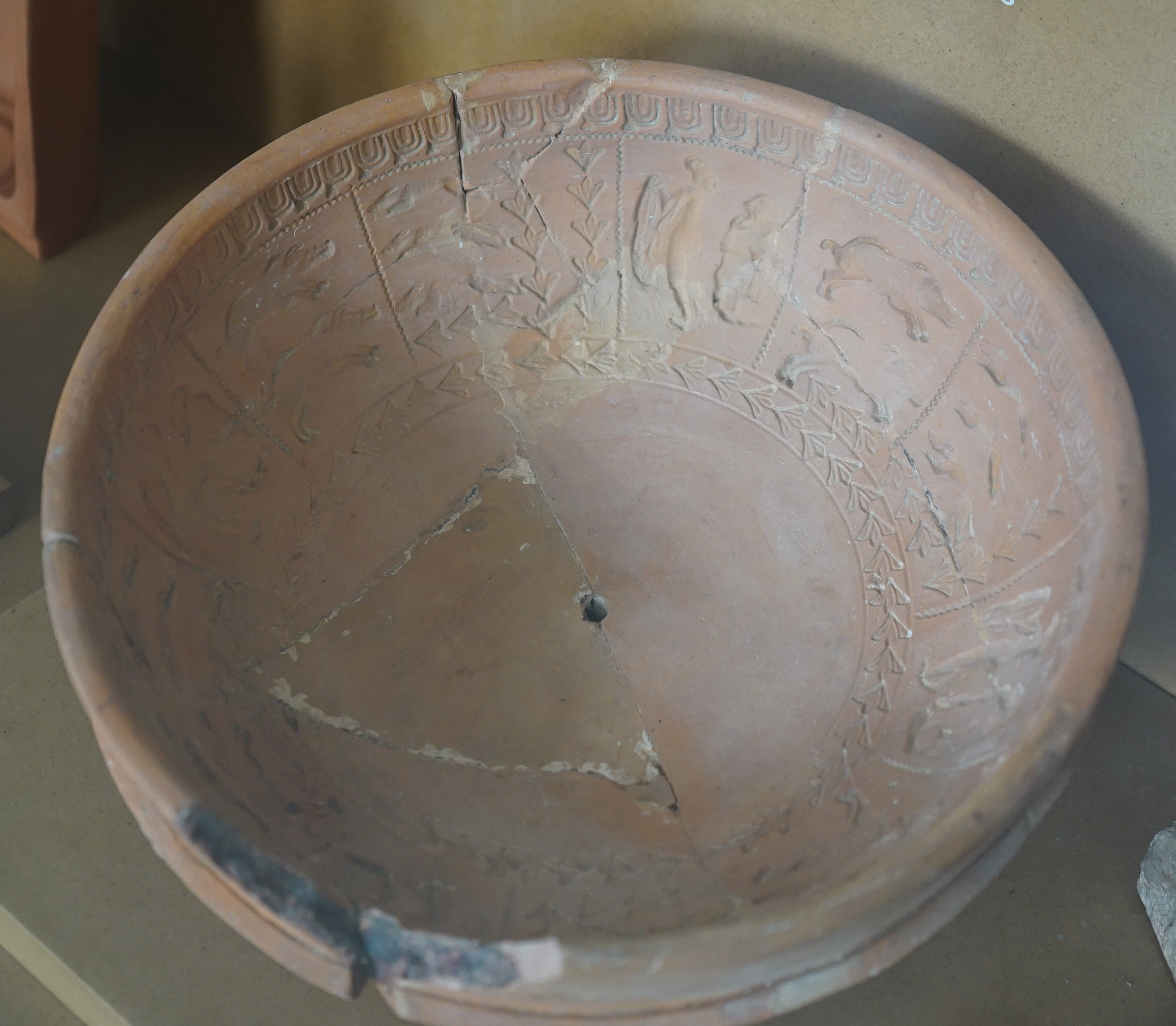
Moule argonnais (Musée de la céramique et de l'ivoire de Commercy, dépôt du musée de l'Argonne). La perforation au fond du moule sert à le centrer sur le tour.
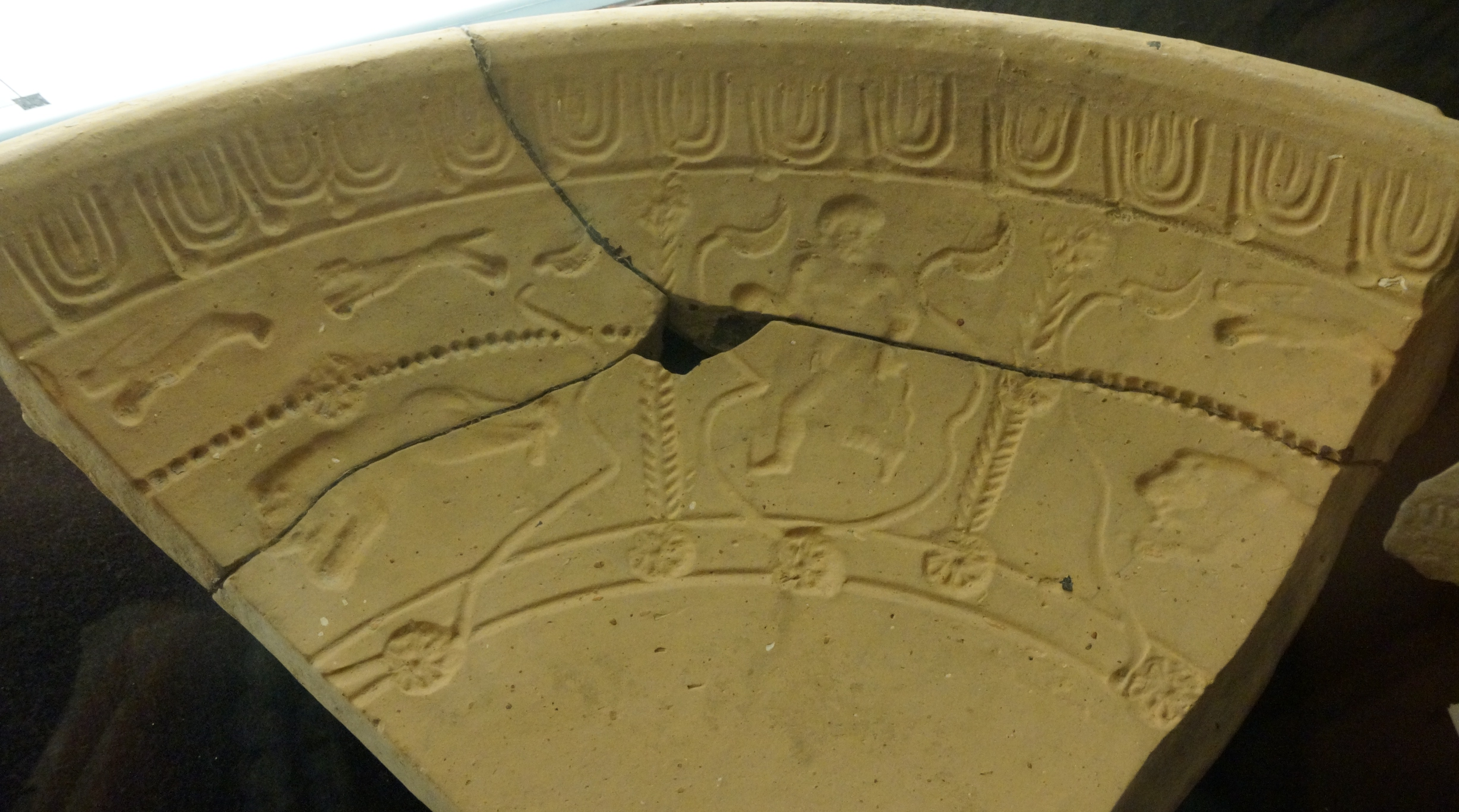
Fragment de moule (Musée de l'Ardenne, Charleville-Mézières).
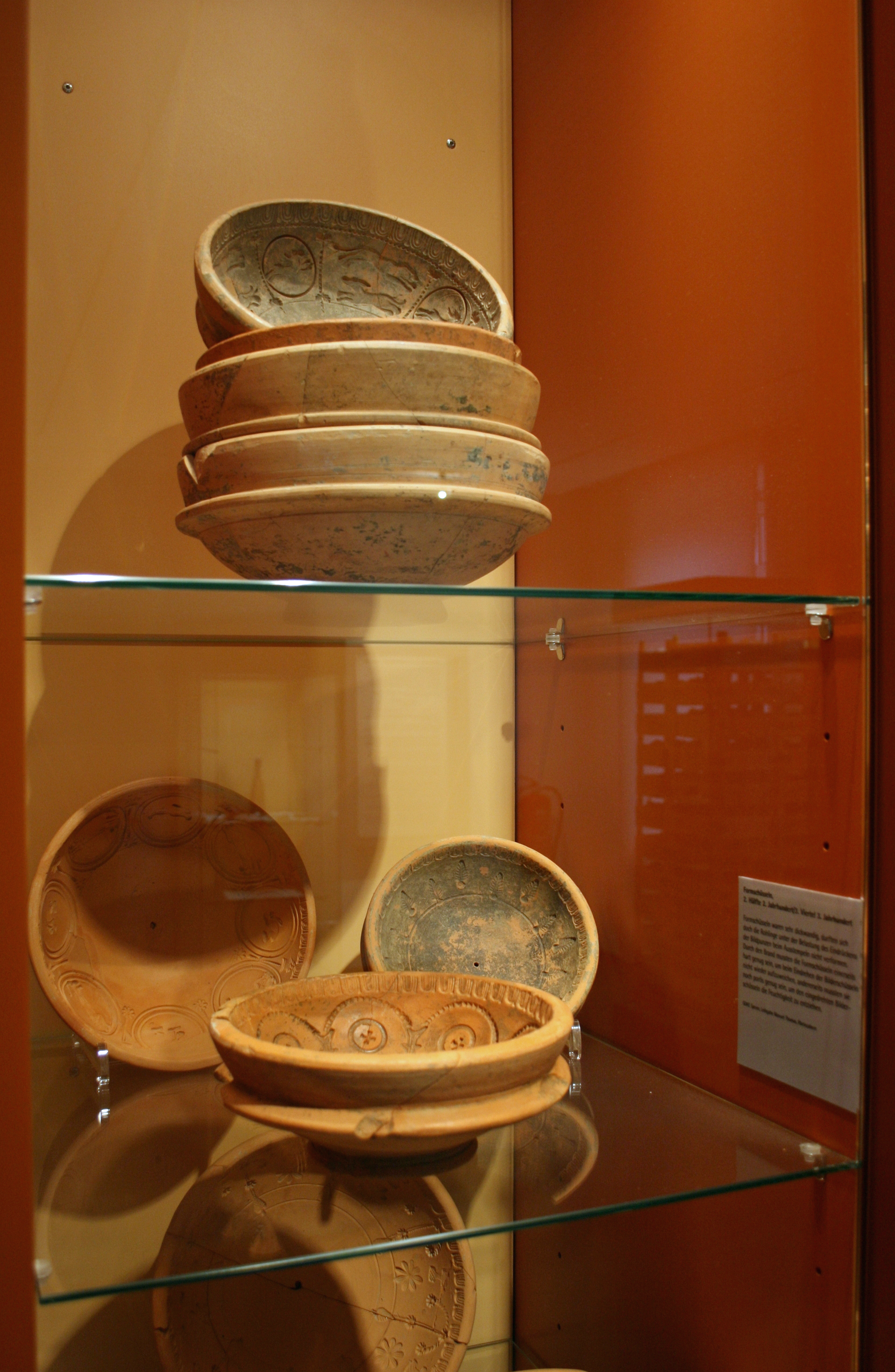
Moules à sigillée (Terra-Sigillata-Museum, Rheinzabern).
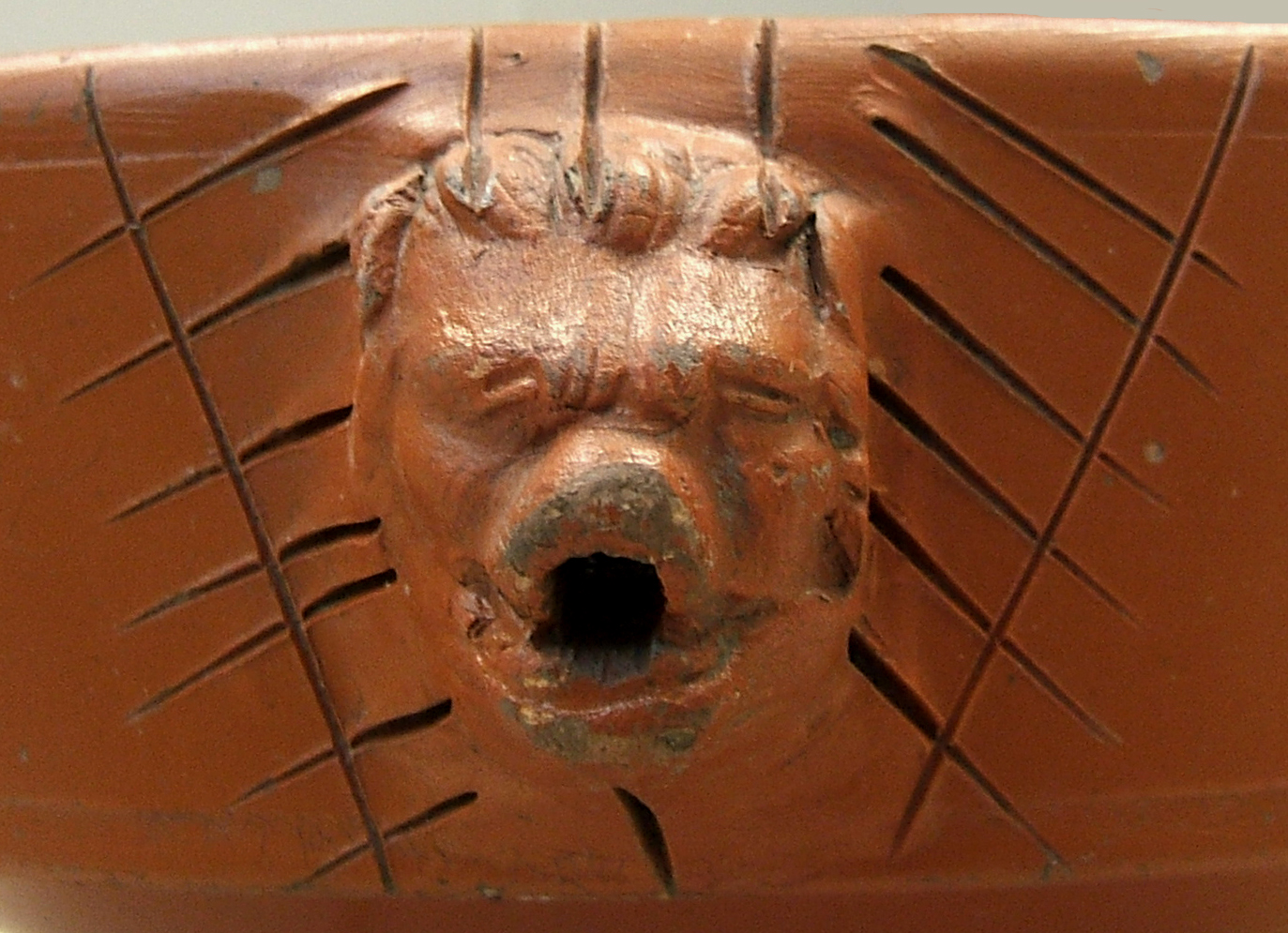
Déversoir de mortier Drag. 45. Tête de lion façonnée à part et plaquée sur un motif incisé.
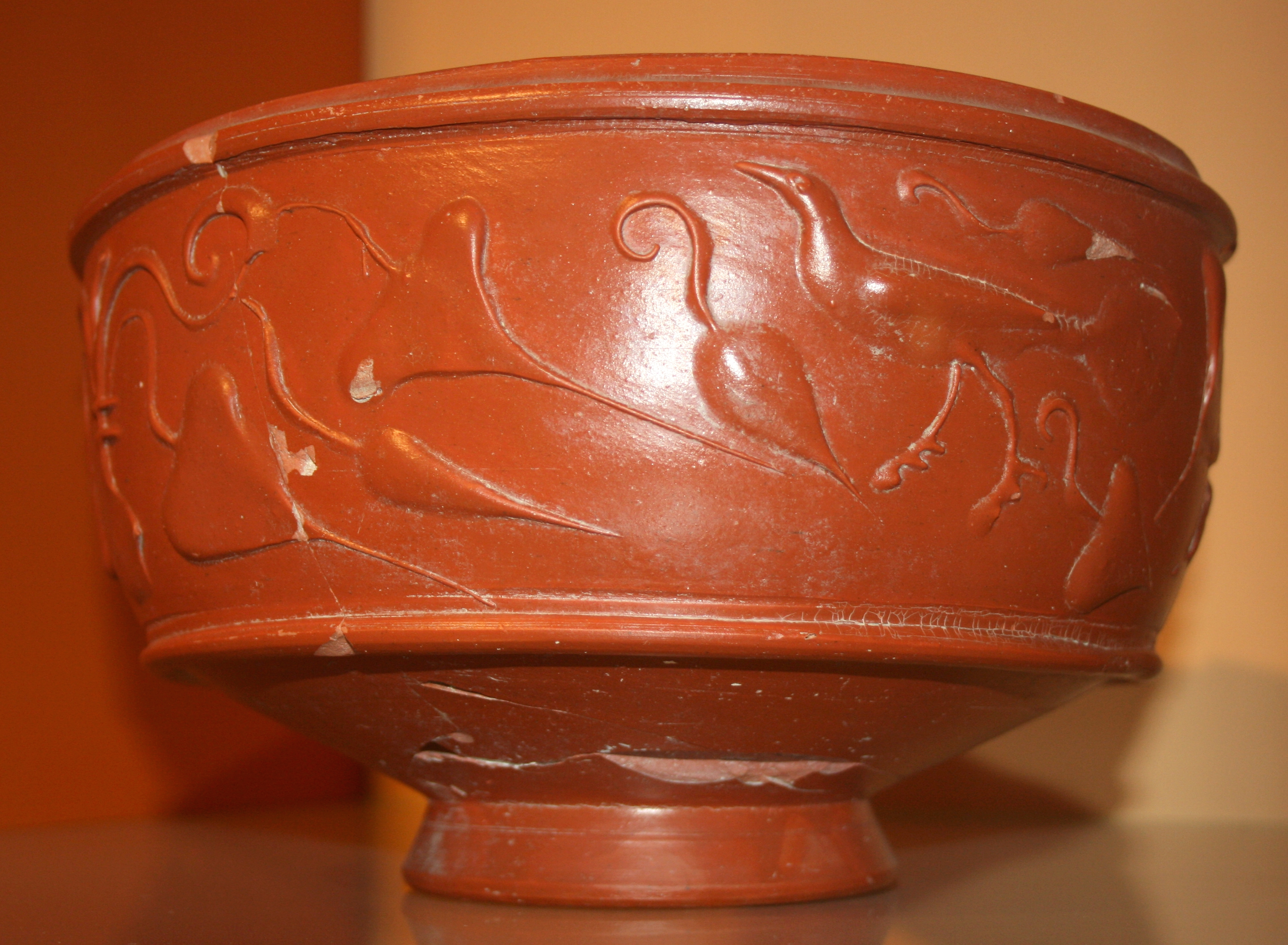
Jatte à collerette Drag. 44 ornée d'un décor à la barbotine (Terra-Sigillata-Museum, Rheinzabern).

Le décor à la molette est une technique de décoration simple et rapide.
Le décor s'imprime en faisant rouler sur la pâte lisse la tranche d'un disque portant les motifs souhaités, ces petits motifs ou « casiers » se répètent ainsi en série et forment rapidement un décor circulaire répétitif autour du vase.
Le décor à la molette s'exécute sur des vases lisses ou partiellement lisses,
par exemple sur l'épaulement laissé lisse en haut d'un vase moulé.
Molettes et roulettes fonctionnent de la même façon. Il s'agit dans les deux cas d'une roue logée dans un manche fourchu généralement en fer ou en bronze. Les roulettes se caractérisent par une roue très étroite qui permet de tracer de fines lignes ondulées et des lignes de points ou de perles alors que les molettes ont une roue plus large qui permet d'imprimer des séries de casiers juxtaposés. Les molettes et roulettes de potiers retrouvées en Gaule et en Germanie pour l'époque romaine sont rares (moins de trente en 2006), leurs roues sont pour la plupart en bronze ou en céramique, aucune pour l'instant ne correspond à l'un des nombreux décors de molette connus sur les sigillées d'Argonne. Il est possible que les potiers argonnais aient utilisé des molettes en bois ou en os qui ne se sont pas conservées. 
Le décor à la molette est attesté depuis le Ier siècle en Argonne sous la forme de décors à casiers striés.
Connus au mont Beuvray, l'ancienne Bibracte, et en Belgique romaine,
les casiers striés sont à l'origine un décor tantôt imprimé à la molette, tantôt peigné ou tracé à la pointe sèche.
Ces décors à casiers striés persistent marginalement en Argonne aux IIe et IIIe siècles sur la céramique commune, et parfois sur la céramique noire lustrée gallo-belge, mais jamais sur la vaisselle de luxe que sont les bols sigillés moulés.
Au IVe siècle le décor moleté remplace totalement le décor moulé sur la sigillée argonnaise.
Des casiers de plus en plus compliqués couvrent alors les flancs des bols, le bord des plats, le bord des jattes, etc.
La molette elle-même qui n'est à l'origine qu'un simple disque d'argile incisé ou une roue de bois avec des encoches, se transforme en un outil beaucoup plus précis vu la netteté des motifs obtenus ; des cylindres moulés en bronze et finement ciselés remplacent sans doute les anciennes roues d'argile ou de bois,.
Le décor à la molette devient ainsi au IVe siècle la principale technique de décoration des sigillées.
Les décors plaqués, ou reliefs d'applique, sont des décors moulés séparément puis assemblés sur des vases tournés lisses. Par exemple au IVe siècle, les potiers utilisent des reliefs d'applique pour figurer la tête de lion, ou plus rarement la tête de femme, qui orne le déversoir des terrines.
Des moules à valves sont parfois utilisés pour mouler les décors des gobelets et des sigillées.
Des moules à valves portant des scènes de chasse et des animaux en relief servent par exemple à décorer certains gobelets gallo-belges du IIe siècle à Lavoye.
Les moules courants sont eux utilisés au tour pour façonner la paroi des vases.
Un vase moulé complet est l'assemblage
d'une paroi moulée au tour,
éventuellement de reliefs d'applique (moulés à part),
et presque toujours d'un pied tourné à part (sans moule)[réf. nécessaire].
Le décor à la barbotine s'applique à main levée sur des surfaces lisses.
Moins fréquent que les décors moulés,
utilisé à toutes les époques,
son tracé fluide permet de figurer des feuillages, des guirlandes, etc.
Les décors incisés à la gouge sont attestés également.
Et des tracés géométriques à la pointe ou au peigne.
Les « gobelets en tulipe » incisés et barbotinés du IVe siècle sont peut-être tournés et découpés[réf. souhaitée].
Après décoration, la plupart des vases sont recouverts d'un engobe.
Chaque pièce est plongée un instant dans une bouillie d'engobe de composition adaptée à la couleur souhaitée puis mise à sécher longuement avant cuisson.

#### Fours et dépotoirs

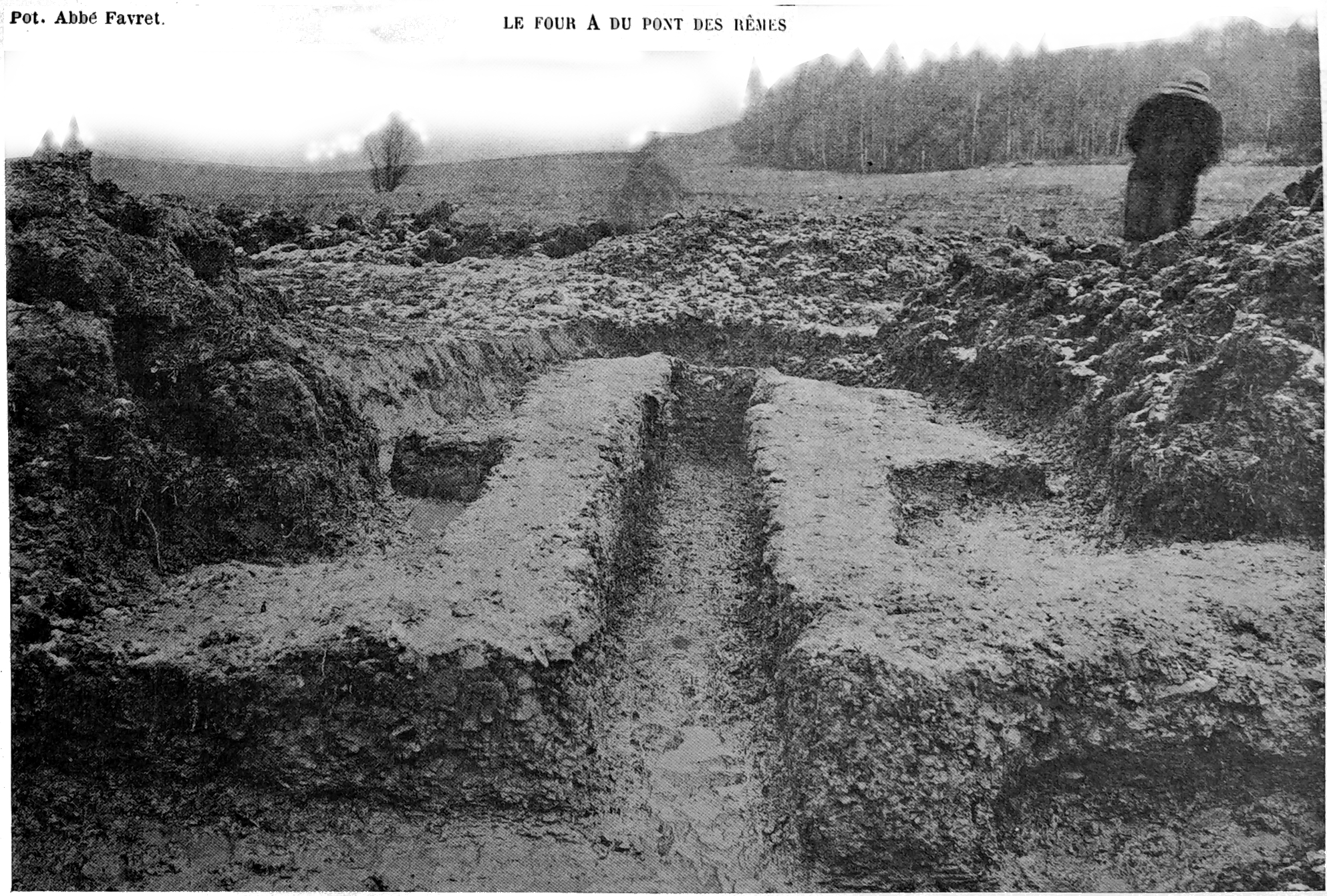
Le four A du Pont-des-Rèmes en 1925.

Dans les grands ateliers tels que ceux de Lavoye et Avocourt ou Les Allieux, les fours se comptent par dizaines et sont répartis sur des dizaines d'hectares. Il existe aussi de petits ateliers de quelques fours ainsi que des fours isolés.
Les fouilles révèlent des détails sur leur construction.
Les trois fours du Ier siècle à double alandier et chaufferie, fouillés à Lavoye, sont principalement faits d'argile (soles, parois et voutes des fours) mais les murets de séparation des alandiers et les couloirs des foyers sont consolidée par des moellons de gaize enrobés d'argile rubéfiée.
Près d'Aubréville (sur l'Aire) un diagnostic archéologique des années 1990 révèle un four rectangulaire à deux canaux et banquette centrale associé à de la céramique commune oxydante de la fin du IIe siècle ou du début du IIIe siècle.
La pierre châline, une pierre réfractaire marneuse, remplace exceptionnellement la gaize dans un petit atelier de la forêt de Hesse, près d'Aubréville, relativement éloigné des buttes de gaize.
Les fours traditionnels qui servent à cuire la céramique commune et la céramique gallo-belge
sont des fours semi-enterrés dits « à flamme directe »,
Il y en a de deux types : l'alandier peut être placé latéralement à côté de la chambre de cuisson qui repose alors sur une sole pleine ; sinon, l'alandier est placé en dessous de la chambre de cuisson dont il est séparé par une épaisse sole d'argile perforée.
La porte ou lucarne d'enfournement est maçonnée avant la cuisson et l'ensemble est recouvert d'une carapace de mottes de terre.

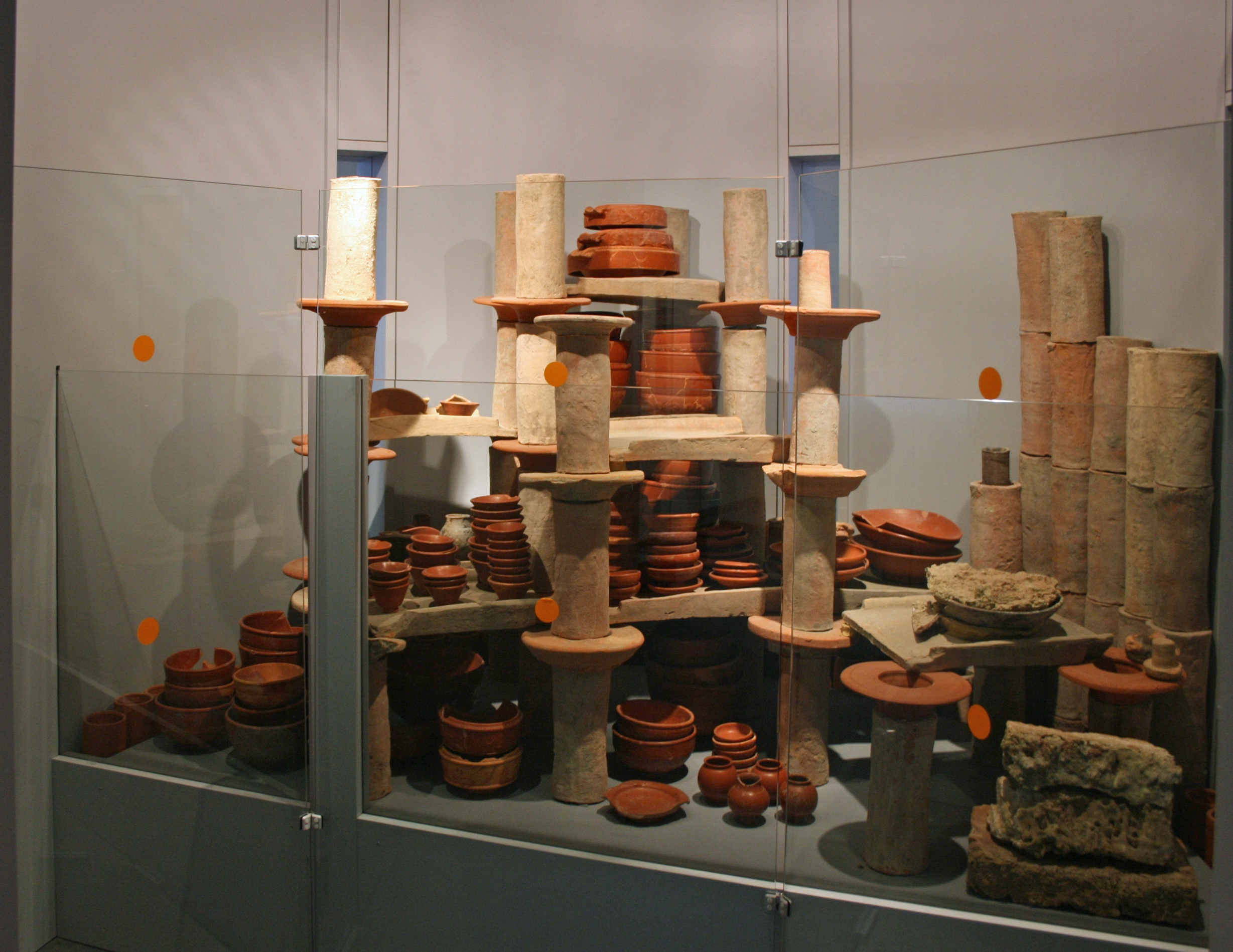
Reconstitution du chargement d'un four à sigillée à Rheinzabern. Les pièces sont empilées sur plusieurs étages entre les tubulures.

Pour cuire la sigillée, les potiers utilisent des fours à tubulures.
Dans ce type de four, plus élaboré que les fours traditionnels, les tubulures transmettent la chaleur à la chambre de cuisson sans que les pièces à cuire soient en contact avec les flammes et les fumées.
Ce sont des fours « à chaleur radiante ».
Les fours à tubulures consomment beaucoup de bois mais ils permettent la cuisson oxydante supposée nécessaire pour cuire la sigillée[réf. souhaitée].
La forme et la taille des fours varient.
On trouve par exemple à Lavoye :
- plusieurs fours gallo-belges circulaires de 1,20 m à 1,50 m de diamètre intérieur sur environ 1 m de haut[16],
- un four à sigillée de 3 mètres de diamètre, du IIe siècle ou IIIe siècle[44],
- deux fours à sigillée du IVe siècle, l'un est circulaire de 3 mètres de diamètre et l'autre est carré à angles abattus de 1,60 m de large[45],

et au Pont-des-Rèmes : un four à sigillée de forme ovale de 3,70 m de long, du IIe siècle.
La température avoisine 1 050 °C dans les fours à sigillée.
À Lavoye, certains fours réparés et remis en état à de nombreuses reprises, ont une longue durée de fonctionnement.
La taille des fours et les volumes des fournées sont modestes comparés à ceux des fours sud-gaulois[réf. nécessaire].
À proximité des fours, on trouve des dépotoirs contenant des fragments de vases manqués et des supports de cuisson détruits dont les potiers se sont débarrassés.
Les dépotoirs sont souvent d'anciennes fosses comblées de déchets au hasard.
Un « mouton » est au contraire un amas de vases soudés par surcuisson accidentelle, plus intéressant que des ratés isolés car il donne une vue précise et datable de la fournée ratée.

### Produits

#### Céramique commune
Les fours argonnais produisent de la céramique commune dès la première moitié du Ier siècle et au moins jusqu'à la fin du IIe siècle, voire pendant le IIIe siècle.
La poterie commune argonnaise à usage culinaire est une terre noire ou brunâtre, parfois peu cuite, montrant dans la masse les grains du calcaire employé comme dégraissant.
On trouve par exemple des pots en terre grise à engobe gris foncé ou noir lustré, des mortiers, de la céramique réductrice rugueuse, divers petits vases, des couvercles coniques, etc.
Elle est en principe destinée à un usage local et ne s'exporte pas.
On en trouve toutefois en faibles quantités à la limite de l'Argonne sur le site de Sivry-Ante au Haut-Empire, dans des contextes datés entre la fin du Ier siècle et le IIIe siècle.
Il s'agit de vases tournés dont les pâtes varient du brun-rouge au gris-noir, sauf quelques tessons de teinte beige qui témoignent peut-être d'un accident de cuisson.
Leur pâte tendre, friable, atteste en tout cas d'une cuisson à basse température.
Leurs formes (pot à col court, marmite en S, jatte ou plat caréné, etc.) correspondent à un usage en cuisine et ne se distinguent pas du répertoire de céramiques communes rugueuses ou sableuses des ateliers champenois.
Leur surface mouchetée et rugueuse due à un abondant dégraissant calcaire coquillier est finalement leur trait le plus caractéristique.

#### Céramique gallo-belge
La céramique gallo-belge est une céramique fine de tradition celtique autochtone qui imite parfois les modèles italiques.
Ce type de poterie est produit en Argonne au moins à partir de l'époque d'Auguste.
De couleur variable (noir mat ou lustré, blanchâtre, grisâtre, bleuâtre, jaunâtre ou orangé), cuits à feu réducteur ou oxydant, certains vases sont unis, d'autres sont décorés de pointillés ou de dessins géométriques tracés au peigne ou à la pointe, d'applications de barbotine, ou de cercles concentriques tracés par une molette à casiers striés.
Ces céramiques fines sont surtout utilisées à table comme vaisselle individuelle (assiettes, coupes, coupelles, calices, pots ou gobelets)
et vaisselle de service (plats, bols ou jattes). Elles sont aussi utilisées comme vaisselle de conditionnement (divers pots et bouteilles) pour stocker des denrées alimentaires.
Elles forment le vaisselier traditionnel notamment en contexte rural.
Cependant, pendant sa dernière phase de production, au IIIe siècle,
le répertoire de la céramique gallo-belge abandonne la vaisselle individuelle et se restreint à la présentation et la conservation des aliments. La céramique gallo-belge reste ainsi généralement prépondérante pour la vaisselle de conditionnement (pots et bouteilles) et les plats de présentation. Ces pièces de grande taille voyagent difficilement sur de longues distances mais elles peuvent circuler sur un marché de proximité.
Il existe une grande variété de formes de plats et de vases gallo-belges
parmi lesquelles il faut faire une place à part aux gobelets car ils sont produits en grand nombre en Argonne.
Ces gobelets gallo-belges argonnais sont des vases à pied rétréci et panse globuleuse terminés par un col tronconique bordé d'une moulure.
Ils sont généralement en terre commune rouge à engobe noirâtre ou métallisé, parfois en pâte brune, jaunâtre ou grise, avec ou sans engobe.
Leurs décors sont variés et évoluent sur la longue durée (effet granité, décors à la molette et à la barbotine, lignes de guillochis, incisions, panses godronnées, décors moulés),.
La production de gobelets s'étend du IIe siècle au Ve siècle[réf. nécessaire].
La typo-chronologie de la céramique gallo-belge est étudiée depuis longtemps.
Celle reprise par Xavier Deru en 1996 fait référence.

#### Sigillée

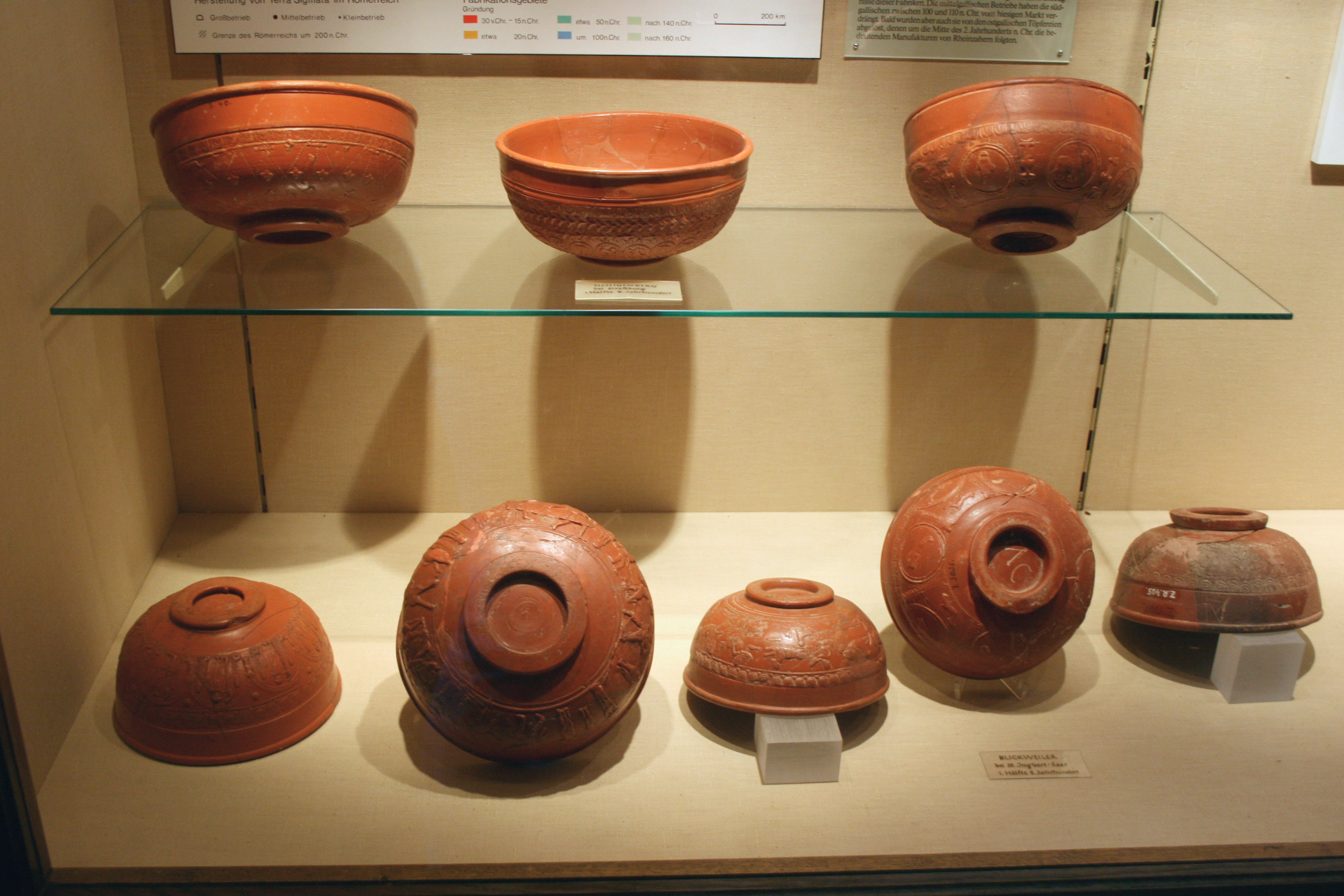
Bols moulés Drag. 37 du limes rhénan. Musée de Saalburg.

La céramique sigillée, ou sigillée, est une vaisselle de luxe de tradition italique largement adoptée puis copiée en Gaule.
C'est une poterie rouge vernissée dont la technique s'est transmise de la Méditerranée orientale aux ateliers toscans d'Arezzo et de là dans tout le monde romain.
La poterie à engobe rouge mat est en effet attestée très tôt en Orient, une céramique au rouge lustré splendide florissait à Chypre et à Ougarit au Proche-Orient dès l'âge du bronze.
La sigillée s'appelait d'ailleurs « poterie samienne » dans l'Antiquité
en référence à l'île de Samos célèbre pour ses poteries rouges,.
La couleur de l'engobe rouge presque pourpre symbolisait le pouvoir aux yeux des romains[réf. souhaitée].
La sigillée est destinée au service de table, elle ne va pas au feu.
La fabrication de la sigillée nécessite une argile de qualité et du combustible en quantité.
La cuisson doit être soignée pour atteindre une teinte rouge-corail homogène et une glaçure parfaite, faute de quoi le rouge franc d'origine peut virer à l'orangé et la glaçure se réduire à un simple lustre.
La surface est recouverte d'un engobe coloré à base d'oxyde de fer et de fondant boraté. L'oxyde de fer permet de renforcer la couleur rouge par suroxydation et le fondant produit la glaçure. En Argonne, la faible teneur en oxyde de fer de certains bancs de l'argile gris bleu de l'Albien est compensée par un engobe enrichi en oxyde,.
Les sigillés d'Argonne se répartissent en trois grands groupes d'après leurs types de décors :
- les sigillées lisses (sans décor moulé),
- les sigillées moulées (décorées au moule),
- les sigillées moletées (décorées à la molette).

Les sigillées lisses argonnaises reproduisent à peu près toutes les formes lisses de La Graufesenque et Lezoux. Des séries de taille croissante constituent de véritables services de table assortis. Certains vases lisses (sans décors moulés) portent cependant un léger décor tel que des motifs de barbotine sur des bords de plats ou des guillochis à la molette sur des bords de tasses. On trouve aussi des plateaux avec ou sans pied, diverses formes de terrines, de hauts vases décorés d'incisions à la gouge ou de frises à la barbotine figurant des quadrupèdes, des oiseaux ou du feuillage. Les potiers impriment au cachet leurs estampilles sur le fond interne des sigillées lisses.
On peut sans doute considérer les « gobelets en tulipe » du IVe siècle comme une forme de sigillée lisse[réf. souhaitée].
Les sigillées moulées argonnaises ignorent pratiquement les formes carénées et cylindriques (Drag. 29 et 30) et se concentrent sur les bols hémisphériques à pied annulaire (Drag. 37). Les potiers argonnais produisent ces bols en grandes quantités et en quatre ou cinq tailles différentes qui s'emboîtent pour la cuisson. Les décors moulés reprennent des sujets de genre, des scènes de la vie courante, le thème de la chasse ou des jeux de cirque. Sur certains vases, un décor à la barbotine se combine avec un décor d'applique. Les estampilles sont rares sur les bols ornés et, quand elles sont présentes, elles figurent à l'extérieur parmi le décor. Les grands vases ornés sont toujours anonymes.
Les sigillées moletées dérivent des formes moulées de la période précédente, ce sont essentiellement des bols. Avec l'abandon des décors moulés, tous les sujets figurés de tradition romaine tels que les scènes de chasse et de cirque disparaissent et sont remplacés par des séries de casiers juxtaposés tracés à la molette autour des vases.
Plus de 350 décors de molettes argonnais différents sont connus et répertoriés.
Il existe ainsi de nombreuses formes de vases, bols, tasses, plats, terrines, mortiers, gobelets, etc. de sigillée.
Certaines formes, par exemple les bols,
se déclinent sur la longue durée suivant les trois types de décors.
La forme de sigillée argonnaise la plus diffusée est le bol moleté de type « Chenet 320/ Alzey 1 ».
Ce bol semble spécifiquement argonnais et caractéristique de l'Antiquité tardive.
Il dérive du bol moulé Drag. 37 populaire aux IIe et IIIe siècles.

#### Phases de production
Les plages de temps significatives dans la production des fours d'Argonne sont approximativement
1. le Ier siècle,
2. les IIe et IIIe siècles,
3. les IVe et Ve siècles.

La première phase de production correspond au pic de fabrication de poterie gallo-belge au Ier siècle.
Il semble que les formes les plus anciennes de céramiques gallo-belges en Argonne proviennent de Lavoye. La production s'étend toutefois rapidement vers le nord jusqu'à Avocourt,.
La deuxième phase commence en fait un peu avant 100 avec la production de gobelets engobés, exportés massivement dès la fin du Ier siècle, et s'accompagne à partir du deuxième quart du IIe siècle de la production de sigillée lisse ou moulée.
Gobelets granités et sigillée moulée forment l'association la plus fréquente et ont une évolution parallèle.
Les fours à sigillée se créent à proximité des ateliers gallo-belges déjà ouverts à la phase précédente.
Durant les IIe et IIIe siècles, presque tous les ateliers produisent, outre les formes sigillées classiques, un large éventail d'autres poteries tels que gobelets engobés, mortiers et terrines.
La troisième phase commence peu après 300 et correspond à la production de sigillée moletée,,
la sigillée décorée à la molette remplaçant la sigillée moulée.
De nouveaux ateliers se créent à cette époque, notamment Pierre-à Villé au bord de la voie Reims-Metz, et surtout les « ateliers perchés » des buttes de Châtel-Chéhéry, Vauquois et Montfaucon.
La production de gobelets et de céramiques communes se poursuit aux Allieux et à Lavoye.
La question de la continuité entre les ateliers de la deuxième et la troisième phase reste posée sur chacun de ces sites
et la date de disparition exacte des bols moulés à la fin du IIIe siècle reste incertaine.
En revanche, il est établi que les bols de sigillée décorés à la molette apparaissent au début du IVe siècle,
ils sont en effet attestés à Alzey en Rhénanie-Palatinat dès 330-355,
et la sigillée argonnaise atteint son pic d'exportation au cours de la première moitié du IVe siècle sous Constantin et ses fils.
Les fouilles effectuées sur les sites de consommation suggèrent que la production argonnaise s'est poursuivie jusqu'au Ve siècle ou VIe siècle.
Un changement majeur de technique de décoration de la sigillée intervient donc au tournant du IIIe siècle au IVe siècle peu après 300. En simplifiant un peu la chronologie, on peut désigner commodément les sigillées moulées et les sigillées moletées respectivement comme des sigillées du Haut et du Bas-Empire.
L'évolution concerne simultanément :
- l'abandon des formes moulées de la sigillée, les poinçons disparaissent logiquement avec l'abandon des moules,
- la transposition à la sigillée de l'ancienne technique gallo-belge de décoration à la roulette[37],[31],
- la nuance de couleur de la sigillée qui passe d'un orange vif à un rouge pale orangé[54],
- on constate que les estampilles disparaissent aussi sans qu'on sache vraiment pourquoi et les potiers prennent l'habitude de marquer les supports de cuisson à leur nom[38],
- conséquence de l'abandon des formes moulées, les bols du IVe siècle sont tournés d'une seule pièce (pied et paroi simultanément) d'où un important gain en productivité[52] : le décor à la molette permet à un potier de décorer 20 ou 30 vases en une heure[réf. souhaitée].

Il est clair cependant que tout ne change pas et on retrouve sur les sigillées moletées des techniques de décors déjà employées depuis longtemps, notamment les décors à la barbotine, les incisions, etc.
Les mêmes argiles et dégraissants continuent d'être employés.
Également les mêmes fours à sigillée.
Et on ne perçoit pas de changement par ailleurs en ce qui concerne les gobelets gallo-belges, etc.
Rien de nouveau non plus concernant la céramique commune puisque sa production s'était arrêtée au cours du IIIe siècle et ne redémarre pas au IVe siècle[réf. nécessaire].
De nombreuses questions subsistent sur la période charnière de la fin du IIIe siècle.
Georges Chenet constate en 1938 que les officines d'Argonne perdent en qualité au cours du IIIe siècle et que, jusqu'à preuve du contraire, force est d'envisager une sorte d'hiatus industriel en Argonne, après l'invasion des Francs et des Alamans en 275-276, et avant la renaissance et le développement absolument inattendu de la céramique sigillée argonnaise, et d'elle seule, au IVe siècle.
Le volumineux lot de sigillée moulée argonnaise découvert à Ville-sur-Lumes, daté au plus tard par la destruction de ce vicus en 276, confirme la perte de savoir-faire des potiers argonnais contemporains.
La continuité ou non de la production sigillée argonnaise à la fin du IIIe siècle reste toutefois une question ouverte.
La rareté des témoignages de diffusion pourrait s'expliquer par le fait que la commercialisation s'est rétractée sur ses marchés de proximité en Champagne-Ardenne, au sud de la Belgique ou en Lorraine occidentale.
Une autre hypothèse possible est que la production de bols lisses et de mortiers (plus difficiles à dater) ait pris un temps le relais des bols moulés.
La marginalisation temporaire du marché de la sigillée au profit de la poterie commune et des gobelets est une hypothèse voisine.
Quoi qu'il en soit, la continuité de la production céramique en général et les importants vestiges d'artisanat du fer et du verre suggèrent à eux seuls une économie argonnaise florissante pendant l'Antiquité tardive.
Et on peut trouver étonnant que ce moment porté par une activité artisanale soutenue contraste si fortement avec le déclin de l'habitat constaté aux IVe et Ve siècles et le recours aux « ateliers perchés ».

### Potiers et circulation entre ateliers

#### L'étude des estampilles
L'étude des estampilles, d'une façon générale, cherche à identifier la production de différents potiers parmi les vases dispersés dans une large zone de diffusion et à reconstituer leurs parcours individuels lorsqu'ils travaillent successivement dans plusieurs ateliers.
Les comparaisons entre sites devraient permettre ainsi d'affiner les datations par recoupement.
La méthode a ses limites du fait des vases sans estampille ou avec des estampilles anonymes ou indéchiffrables, et du fait des homonymies possibles.
Les estampilles connues en Argonne sont toutes datées du IIe siècle, plus précisément entre 120 et 210.
L'étude des estampilles du site de La-Croix-des-Prêcheurs, actif de la fin du IIe siècle au IIIe siècle en forêt de Hesse et fouillé en 1978, porte sur plus de 120 estampilles correspondant à 41 variantes d'estampilles et 35 noms de potiers.
Sur cet échantillon, les deux tiers des noms sont de consonance latine et un tiers seulement de consonance gauloise, signe d'une population essentiellement romanisée.
L'étude des estampilles tend à montrer que la plupart de ces potiers ont travaillé aussi dans d'autres ateliers de la région (à Lavoye essentiellement et aussi à Avocourt, Les Allieux et Pont-des-Rèmes) et qu'une majorité d'entre eux ont travaillé de plus en dehors de l'Argonne :
quatre de ces potiers auraient travaillé à Heiligenberg dans le Bas-Rhin,
deux à Haute-Yutz en Moselle,
un à Trèves,
une quinzaine à Rheinzabern ou dans les ateliers de Souabe et de Bavière
et quelques-uns à Lezoux.
La comparaison des lieux et des époques conforterait ainsi l'hypothèse admise depuis longtemps sur les origines de la sigillée d'Argonne, c'est-à-dire que quelques potiers se sont déplacés de la Gaule du Centre vers l'Argonne.
Toutefois, ces résultats sont remis en cause car aucune des estampilles trouvées à La Croix-des-Prêcheurs ne correspond exactement aux estampilles publiées anciennement pour Lavoye, Pont-des-Rèmes, Avocourt. Les homonymies sont probables : les variantes d'estampilles peuvent appartenir à des potiers portant le même nom à des dates différentes. À partir de là, on ne peut pas tirer de conclusions claires sur les relations entre ateliers, ni en déduire des datations.
Les variantes d'estampilles pourraient s'expliquer parfois comme plusieurs marques du même potier et parfois comme une homonymie (deux potiers portant le même nom) ou un patronyme (un nom transmis de père en fils). Il serait difficile par exemple d'associer à un potier individuel les 42 variantes d'estampilles connues en Argonne au nom de Tocca.
En revanche, sur un échantillon bien daté, l'étude des estampilles peut apporter des résultats.
On constate ainsi que plusieurs potiers partagent en général le même four
et se répartissent sans doute la production de différents types de vases.
En effet, dans un service de vaisselle comprenant tasses, assiettes et plats, parfois estampillés, accompagnés de bols et de terrines presque toujours anonymes, la présence d'estampilles nominatives permet de constater une certaine répartition de la production entre potiers, chacun fabriquant une sorte particulière de vase à l'intérieur du même service.
Outre l'étude des estampilles, on peut tenter de reconstituer la production et le parcours individuel des potiers en étudiant les poinçons des sigillées moulées
(là aussi avec des limites dues aux possibilités d'usage multiples du même poinçon par plusieurs potiers éventuellement très espacés dans le temps)
et les noms inscrits sur les supports de cuisson des sigillées moletées
(témoignages plus rares, beaucoup moins nombreux que les vases qu'ils ont permis de fabriquer,
mais témoignages intéressants car localisés près des fours et éventuellement datables directement)[réf. nécessaire].

#### Tocca, Cossilus et Marcellus
Découverts anciennement, au Pont-des-Quatre-Enfants, au lieu-dit La Caouette sur la commune d'Avocourt, de nombreux manqués de sigillées lisses d'un beau rouge portent l'estampille en fer à cheval de Tocca,
et des manqués de sigillées moulées portent l'empreinte de ses poinçons.
Tocca cuit aussi à Lavoye des sigillées lisses et des bols moulés
mais ses poinçons y sont moins nets, plus usés que ceux de La Caouette, il est donc admissible que Tocca ait travaillé à La Caouette un peu avant de tourner à Lavoye, vers la fin du règne de Trajan.
Il semble que le même potier, reconnaissable à des variétés semblables d'estampilles, produise aussi des sigillées lisses à Blickweiler (de) (un quartier de la commune de Blieskastel dans la Sarre) et à Rheinzabern après 130.
De plus, la ressemblance entre les noms Tocca, Toccius et Toccinus suggère l'hypothèse de liens familiaux : le potier Toccius de Lavoye et le potier Toccinus de Rheinzabern seraient des fils de Tocca.
En poursuivant cette hypothèse, on peut se demander si les potiers Tocca qui signent des vases en forêt de Hesse sous les Antonins ou les Sévères seraient des descendants du premier Tocca.
Quoi qu'il en soit, Tocca, Cossilus et Marcellus sont bien trois potiers actifs à Lavoye à l'époque d'Hadrien, entre 120 et 140, ce qui est le plus ancien contexte connu de fabrication de sigillée en Argonne.

#### Potiers duIVesiècle
Les potiers du IVe siècle n'estampillent pas leurs vases, mais ils marquent leurs supports de cuisson.
On trouve près d'un four d'Avocourt par exemple des supports avec les noms de Serenus, Severus et Viventius.
Et près d'un four des Allieux on trouve des supports de cuisson marqués par Adax, Leo, Pius, Nica.
Un autre four à proximité est accompagné d'un énorme tas de déchets de cuisson avec de nombreux spécimens de décors à la molette du IVe siècle. Il y a là des terrines ornées d'un déversoir en forme de tête de lion, des cruches ornées à la barbotine et d'autres pièces ainsi que des supports de cuisson avec les noms de Pius, Sab(inus), Evvo(dius) et Lupus.

## Diffusion de la céramique gallo-belge d'Argonne

### Consommation régionale
La céramique gallo-belge argonnaise est attestée sur place, dans des sépultures, et dans la région.
On trouve des vestiges de céramique gallo-belge argonnaise à pâte orange dans la Marne sur six sites ruraux fouillés par l'INRAP en 2001 et 2002 sur le parcours du TGV Est.
Ces tessons ont une teinte orange vif, plus ou moins foncée, avec une surface lissée et une argile sableuse homogène et dense.
Ils sont datés du IIe siècle et attribués aux ateliers argonnais en raison de leur forte représentation sur les sites de l'est du département proches de l'Argonne.
Leur chrono-typologie est très proche de celle des céramiques gallo-belges à pâte beige produites à Reims et en Champagne.
Des gobelets argonnais à parois fines engobées sont présents sur les mêmes sites marnais à partir du second quart du IIe siècle
et, dès la première moitié du IIe siècle, ils y remplacent les vases à boire et calices gallo-belges locaux du Ier siècle,.
Des gobelets argonnais granités, ou sablés, sont présents sur les mêmes sites de la fin du IIe siècle au milieu du IIIe siècle.
Il est possible que l'Argonne se soit orientée au départ vers des marchés ruraux moins sensibles que les marchés urbains à la concurrence de la sigillée méridionale. En l'état des connaissances, la céramique gallo-belge d'Argonne brille par son absence dans les villes de Reims et de Metz.
Néanmoins la focalisation des recherches sur la sigillée peut avoir laissé dans l'ombre jusqu'ici un marché régional probable sur la céramique gallo-belge, la céramique commune, les gobelets et la tuilerie.
La diffusion des mortiers argonnais s'étend vers le sud jusqu'en Bourgogne.

### Concurrence gallo-belge

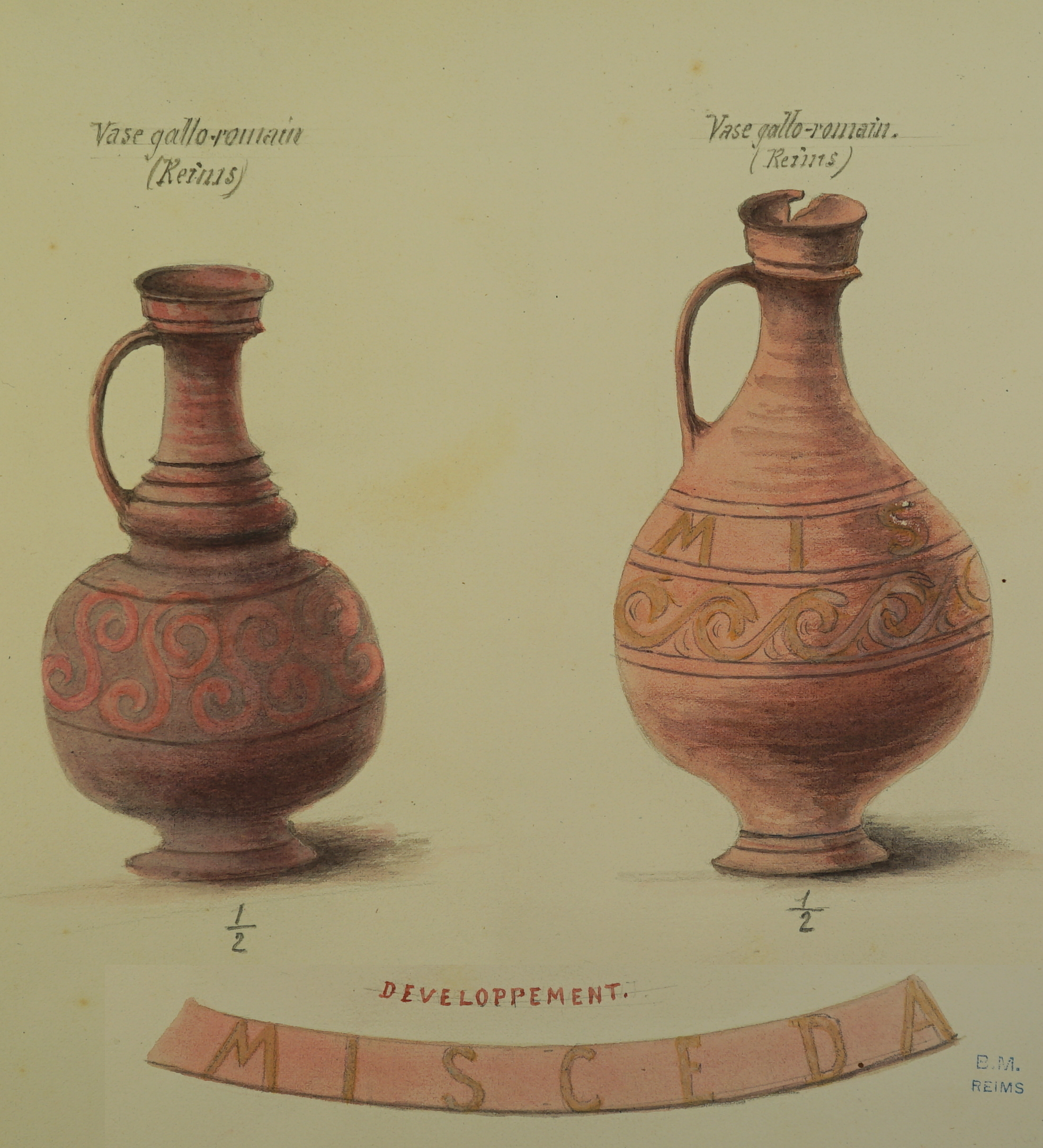
Dessin de cruches gallo-romaines (Collection de la Bibliothèque Municipale de Reims).

Les études régionales champenoises prouvent que la part de la céramique gallo-belge locale au sein de la vaisselle de table est largement prépondérante à l'époque d'Auguste et, bien que la relative abondance des amphores sur les sites civils témoigne déjà de leur participation aux échanges commerciaux à longue distance, les céramiques importées y restent plus rares que dans les garnisons romaines.
Avec cinq fours de potiers au Ier siècle, l'atelier de Val-de-Vesle, dans la Marne, à 17 km de Reims et 70 km à l'ouest de la vallée de l'Aire, est au cœur de la production de céramique gallo-belge.
Les ateliers de production gallo-belge de la Vesle comme ceux de l'Argonne couvrent de vastes zones s'étendant sur une trentaine de kilomètres chacune, et sont également bien desservis par un réseau routier antique important. En revanche la durée de production de la vallée de la Vesle est plus courte, elle va du dernier quart du Ier siècle av. J.-C. à la première moitié du Ier siècle de notre ère et la production gallo-belge n'y est pas remplacée par un autre type de céramique. Son essor est lié au développement urbain de Reims. Son déclin relativement rapide s'explique sans doute par deux facteurs
- l'arrivée massive de sigillées de Gaule du Sud et du Centre vers le milieu du Ier siècle,
- combinée avec la faiblesse des ressources locales en argile, les potiers de la vallée de la Vesle n'ayant accès qu'à de petites quantités d'argile déposée au bord des cours d'eau.

Il est probable en effet que le marché urbain de Reims préfère la sigillée méridionale comparée à une imitation gallo-belge de moins bonne qualité.

### Concurrence de la sigillée

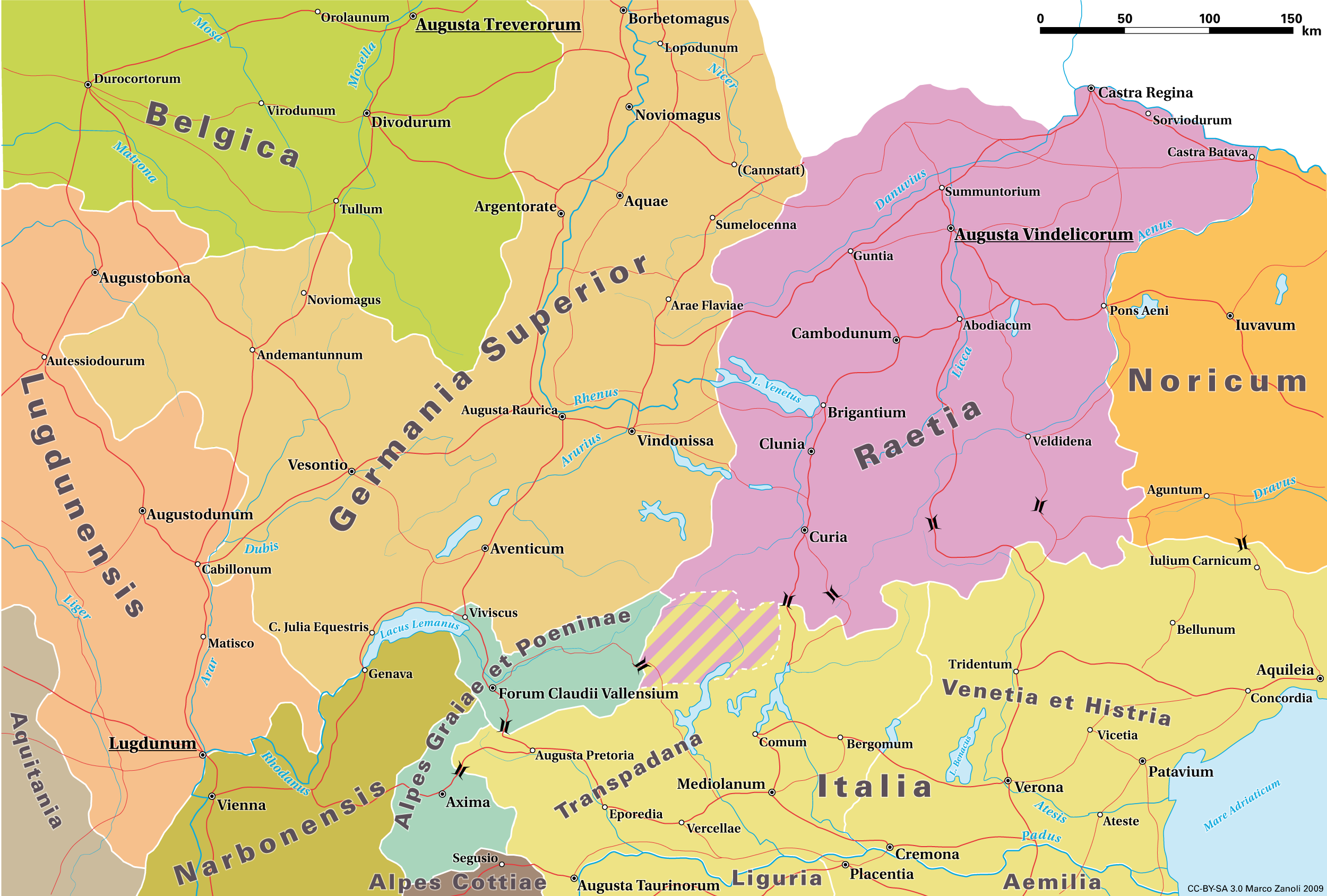
Provinces romaines et routes des Alpes autour de 150.

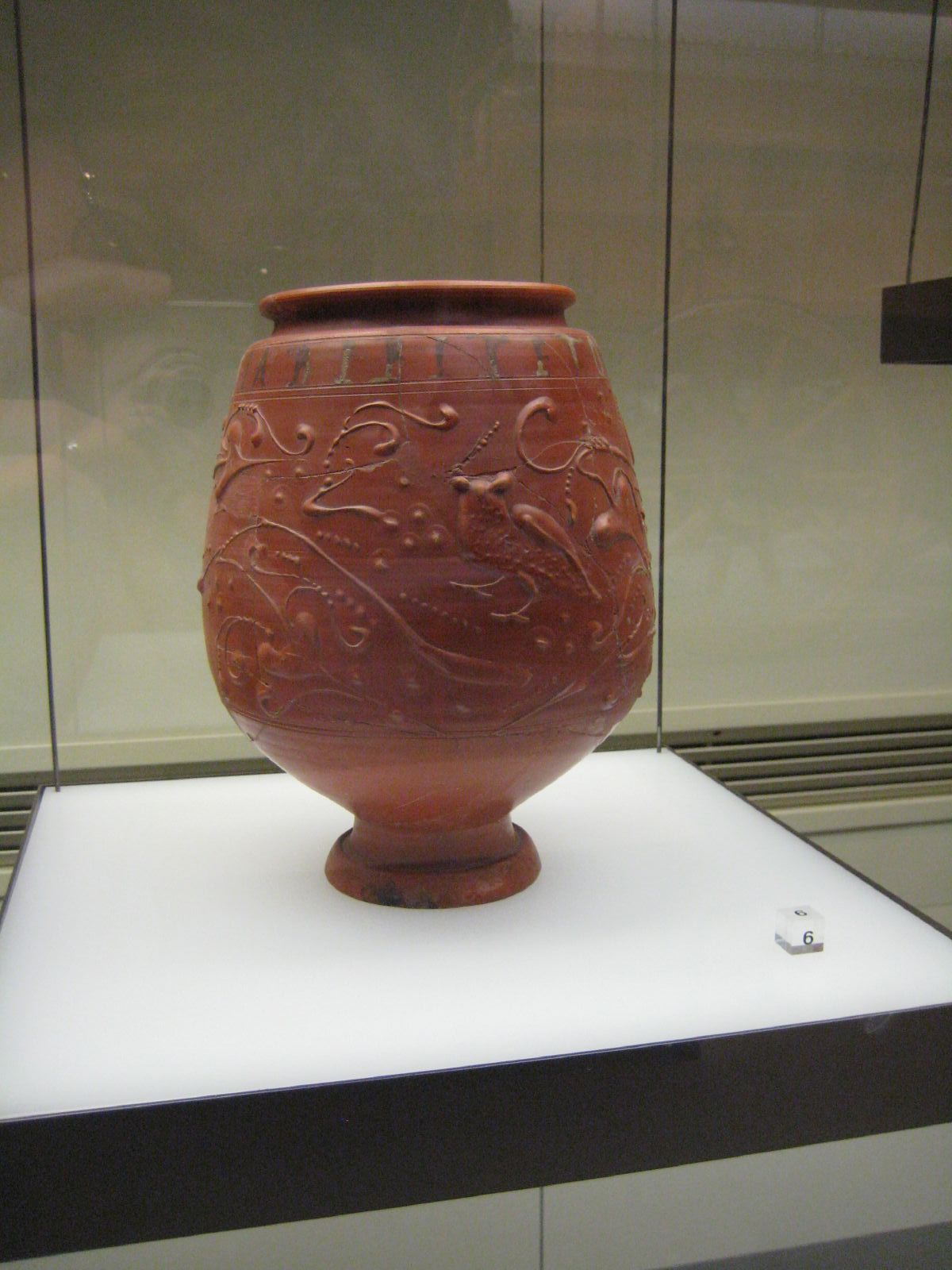
Vase sigillé décoré à la barbotine (Römisch-Germanisches Museum, Cologne).

En ce qui concerne la céramique sigillée en Gaule, les ateliers les plus célèbres se trouvent en Gaule du Sud (La Graufesenque près de Millau dans l'Aveyron en pays rutène) et en Gaule centrale (Lezoux dans le Puy-de-Dôme en pays arverne).
En Gaule de l'Est, outre les ateliers argonnais,
les principaux ateliers de production de sigillée se trouvent à :
- La Villeneuve-au-Châtelot près de Nogent-sur-Seine dans l'Aube,
- Haute-Yutz, Eincheville et Chémery-lès-Faulquemont en Moselle,
- La Madeleine (Arentariae) à Laneuveville-devant-Nancy en Meurthe-et-Moselle,
- Blickweiler (de) à Blieskastel dans le land de Sarre[n 13],
- Trèves,
- Westerndorf (de), à Rosenheim, en Haute-Bavière,
- Rheinzabern (Rhenanae Tabernae) en Rhénanie-Palatinat
- Heiligenberg dans le Bas-Rhin,
- Ittenwiller à Saint-Pierre, également dans le Bas-Rhin,
- Luxeuil-les-Bains en Haute-Saône.

En Gaule du Nord, on peut citer surtout les ateliers d'Amiens dans la Somme, d'Arras dans le Pas-de-Calais et de Braives près de Liège en Belgique.
Les ateliers majeurs étant actifs dès l'époque d'Auguste, leur production concurrence sévèrement l'ensemble de la céramique gallo-belge dès le Ier siècle.
Le début de production de sigillée en Argonne au IIe siècle ne semble pas de taille à modifier profondément la situation.
Pourtant la concurrence de la sigillée finit par s'affaiblir.
Peut-être une saturation du marché, une certaine désaffection, les changements de la mode, affaiblissent-ils la demande, mais surtout, les invasions et les troubles du IIIe siècle provoquent l'arrêt des principaux ateliers de sigillée.
Il ne reste plus alors pour concurrencer la céramique gallo-belge que la sigillée des fours d'Argonne.

## Diffusion de la sigillée d'Argonne

### Circuits de commercialisation
Les circuits de commercialisation de la sigillée accompagnent probablement une demande plus ou moins forte en vaisselle fine et en vaisselle de luxe suivant les populations concernées et les effets de mode :
- Le Ier siècle se caractérise par la romanisation des modes de vie au moins dans les centres urbains et par l'essor des grands centres gallo-romains tels que Reims et Trèves[réf. nécessaire]. Le cœur de la demande de sigillée est centré sur le limes de Germanie et la région du Rhin à la suite des troupes romaines[50].
- En Gaule du Nord au IIe siècle, la dynamique économique, l'enrichissement général de la population et la volonté d'afficher des objets porteurs de « romanité » contribuent au succès de la sigillée. La sigillée n'est plus réservée à l'élite urbaine et aux militaires, elle devient un produit de masse[61].
- On assiste probablement à un recul d'ensemble de la demande de sigillée au début du IIIe siècle[33]. Recul qui est sans doute suivi par une demande diffuse, sans cesse perturbée par les vicissitudes du temps, jusqu'au Ve siècle, voire jusqu'au VIe siècle.

Au-delà des axes de circulation et des produits eux-mêmes,
nous ne savons rien sur la façon dont s'organise la commercialisation :
les potiers travaillent-ils à la commande,
partent-il eux-mêmes au loin vendre leurs produits,
confient-ils leur production à des intermédiaires, transporteurs, négociants ou grossistes.
Témoignage inattendu, un fragment de mortier en terre sigillée de type Curle 21 fabriqué en Argonne et retrouvé à Liberchies dans la province de Hainaut en Belgique, porte l'inscription incomplète « —andus mandavit r— » tracée avant cuisson. Un premier essai d'interprétation suggère un mandat ayant trait à la production ou à la distribution des poteries, l'inscription est cependant trop laconique pour être interprétée avec certitude. Les mortiers de type Curle 21 sont attribués à la seconde moitié du IIe siècle ou au début du IIIe siècle. Outre l'inscription qui est unique en son genre, la taille du mortier estimée à 34 cm de diamètre est inhabituelle, ainsi que la présence d'une paroi à râpe.

### Consommation proche et lointaine

#### Sur place
La consommation commence sur place au niveau le plus local.
On retrouve en effet des sigillées argonnaises dans des sépultures à Lavoye même :
une sépulture à Lavoye livre un grand dépôt de sigillée moletée daté de 360,.
Cela dit, l'essentiel de la production de sigillée est certainement destiné à l'exportation.

#### Belgique première
En Belgique première,
la sigillée moulée d'Argonne semble prépondérante au IIe siècle dans le bassin supérieur et moyen de la Meuse.
La sigillée argonnaise est attestée à Toul, à Trèves et au Luxembourg.
On trouve enfin de la sigillée d'Argonne tardive à Metz et à Maastricht jusqu'au Ve siècle ou même au VIe siècle.

#### Belgique seconde
En Belgique seconde,
la sigillée moulée d'Argonne semble prépondérante à Reims au IIe siècle.
Sur les sites ruraux du Haut-Empire fouillés dans la Marne sur le parcours du TGV Est, les sigillées argonnaises sont présentes à partir du second quart du IIe siècle ; ce sont des assiettes (Drag. 18/31), des jattes moulées (bols Drag. 37) et des jattes à collerette (Drag. 38) ; elles sont d'abord associées à des gobelets argonnais, des séries gallo-belges locales champenoises et des sigillées sud-gauloises. Dès le milieu du IIe siècle, sur les mêmes sites, les sigillées argonnaises se diversifient avec des gobelets (Déch. 72) et coupelles, des vases à boire (Drag. 33, 40), d'autres formes d'assiettes (Drag. 32) et jattes à collerette (Drag. 44), ainsi qu'un mortier à râpe interne. Les productions argonnaises sont en position de quasi-monopole, en ce qui concerne la sigillée, sur ces sites ruraux marnais à la fin du IIe siècle et au IIIe siècle.
Plusieurs sortes de terrines, de coupes et de bols trouvés dans le centre-ville de Châlons-en-Champagne, sur un site daté par des monnaies en bronze de Postume donc après 260, portent des décors moulés dont les motifs sont attribués aux décorateurs Tocca, Tribunus, Africanus et Germanus actifs à Lavoye au IIe siècle, le décalage dans le temps s'expliquant ici sans doute par une reprise de motifs antérieurs.
À Ville-sur-Lumes, vicus gallo-romain des Ardennes détruit en 276, un abondant lot de sigillées moulées apporte un témoignage important sur le déclin de la production argonnaise à la fin du IIIe siècle.
Il comprend cinquante-neuf décors distincts, la plupart en faible relief, principalement sur des bols de type Drag. 37.
Les empreintes de poinçons qui y figurent sont déjà connues par des vases argonnais retrouvés sur des sites rhénans de la deuxième moitié du IIe siècle, des vases plus anciens donc, qui portaient alors des décors de bien meilleure qualité.
C'est cette différence qualitative qui conduit à écarter l'hypothèse de vases du IIe siècle restés longtemps en stock chez un négociant ou utilisés à Ville-sur-Lumes pendant des décennies.
La moindre qualité des décors suggère au contraire une production peu de temps avant la date limite de 276 et confirme la perte de savoir-faire des potiers argonnais de la fin du IIIe siècle. 
Toujours en Belgique seconde,
la sigillée d'Argonne déjà présente au IIe siècle en Picardie s'y maintient par la suite malgré un recul d'ensemble des sigillées au début du IIIe siècle. On trouve plus tard, des sigillées d'Argonne de formes variées avec des fragments de décors à la molette sur un site d'Amiens au dernier tiers du IVe siècle ; le site de la Voie de Francilly à Saint-Quentin, daté du Bas-Empire, livre en nombre des décors de molettes d'Argonne.
Dans l'Oise, le temple gallo-romain de la forêt d'Halatte livre un lot homogène de sigillées argonnaises lisses et moletées en usage durant les deux premiers tiers du IVe siècle.
De nombreuses sigillées argonnaises du IVe siècle ont été découvertes au XIXe siècle dans des nécropoles gallo-romaines à Chevincourt et dans la région de Compiègne.
On trouve aussi de la sigillée argonnaise à Bavay.

#### Germanie

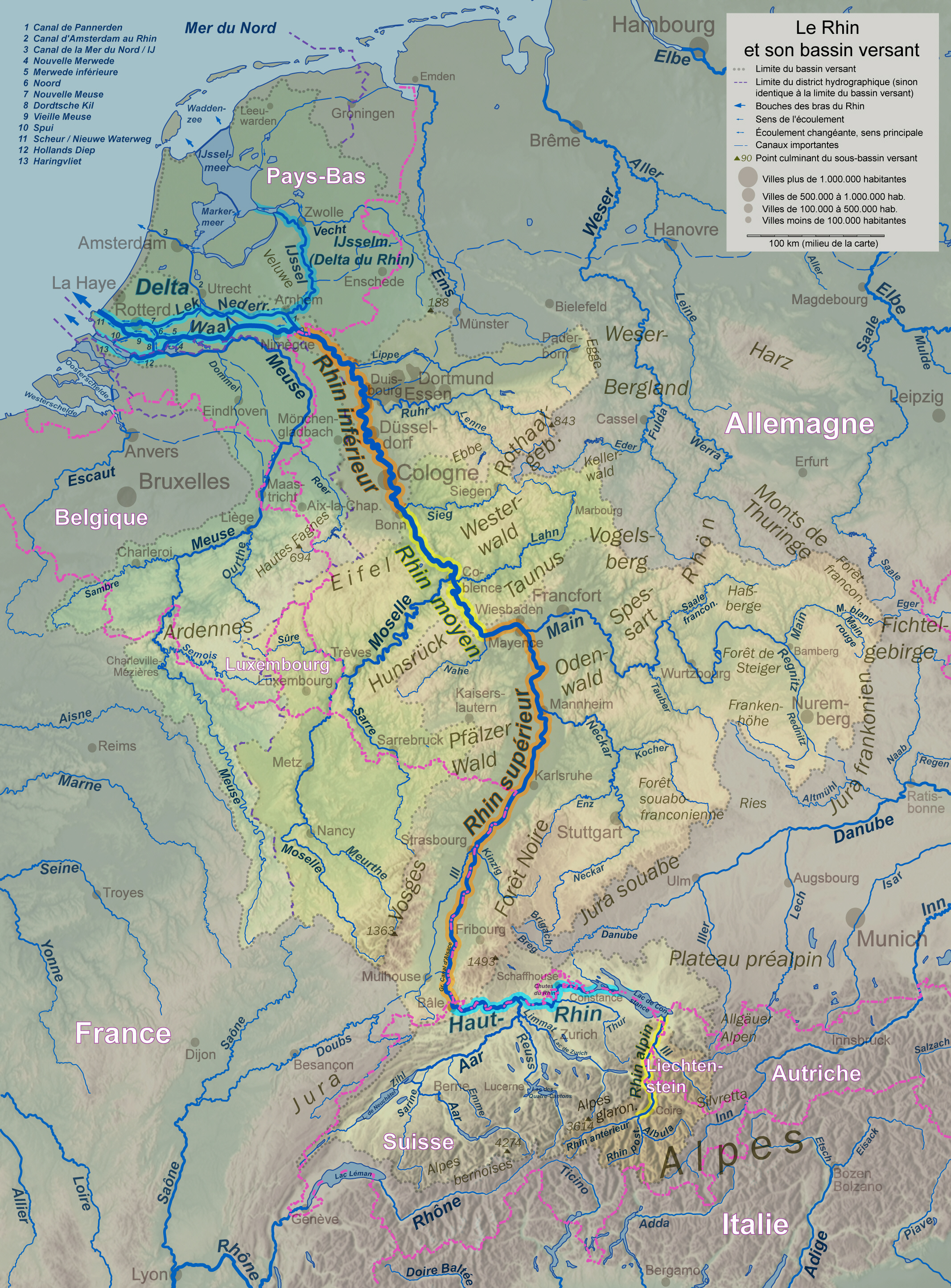
Bassin du Rhin

En Germanie supérieure et inférieure,
la sigillée d'Argonne est attestée d'abord sur le limes de Germanie, notamment sur le fortin en terre de la Saalburg, sur le site de Gross-Krotzenburg occupé à l'époque d'Hadrien et sur le « limes extérieur » de Zugmantel à Miltenberg,
également à Xanten[réf. souhaitée] et sur la Fossa Corbulonis en Hollande au IIe siècle.
Les potiers argonnais ont eu la chance de livrer sur le limes de Germanie avant que la production rhénane s'intensifie.
On sait en effet que la forte concurrence des ateliers rhénans de Rheinzabern et Trèves, proches des zones de consommation de Germanie supérieure et du limes de Germanie, empêche, ou au moins freine sévèrement les exportations argonnaises jusqu'à la fin du IIe siècle mais la crise du troisième siècle contraint les ateliers rhénans à cesser leur activité ce qui permet l'essor de la sigillée d'Argonne au IVe siècle.
C'est ainsi que la sigillée argonnaise du Bas-Empire est attestée à Langres, à Strasbourg, à Alzey, à Mayence, à Coblence (Confluentes, au confluent de la Moselle et du Rhin), à Bonn, à Cologne et en Hollande.

#### Lyonnaise

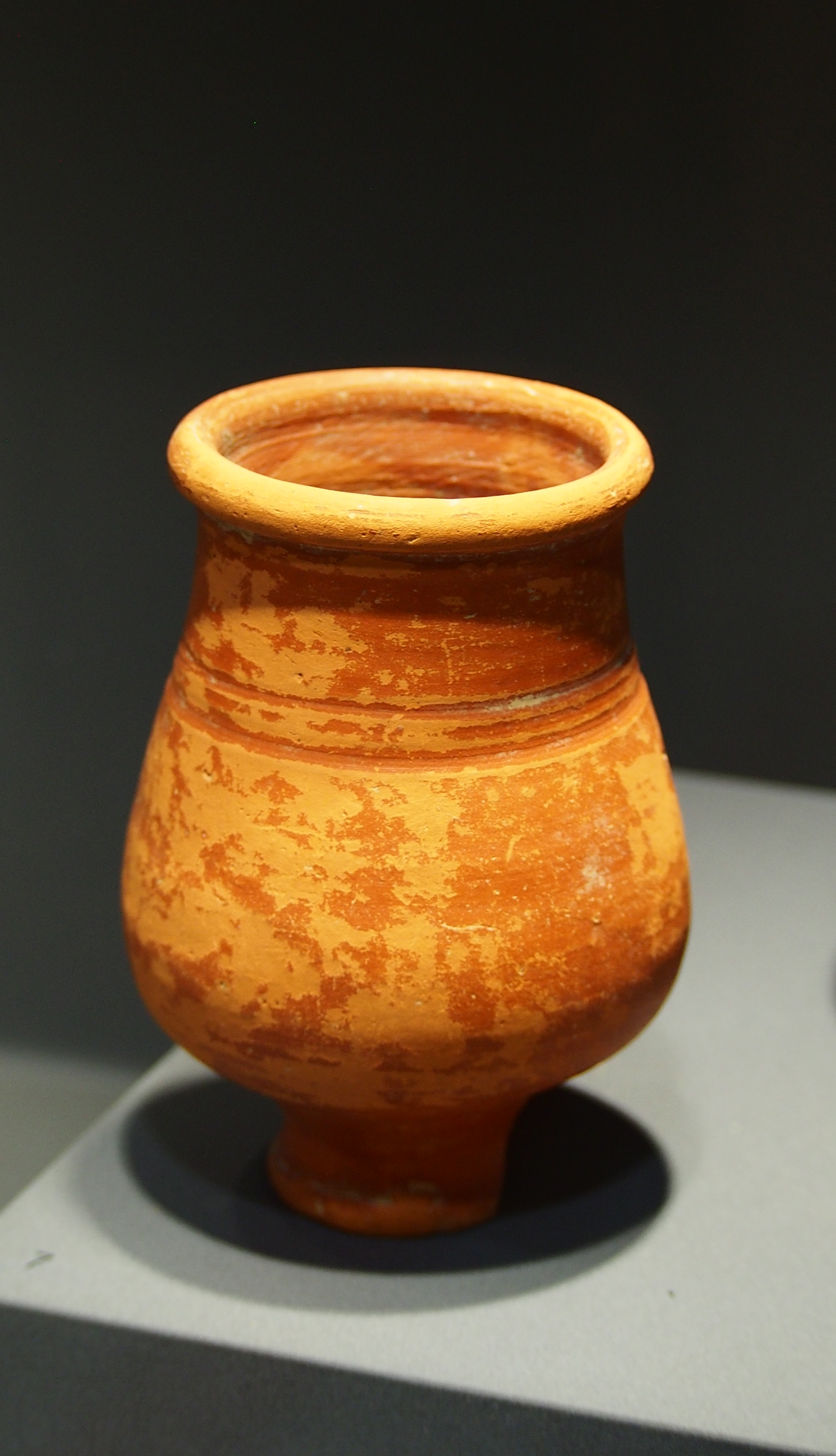
Gobelet argonnais daté de 450-470 apr. J.-C. (musée archéologique de Jublains).

En Gaule lyonnaise, sur le territoire sénon, la sigillée d'Argonne déjà présente au IIe siècle se maintient par la suite malgré le recul d'ensemble des sigillées au début du IIIe siècle. C'est en effet la sigillée de Lezoux qui bénéficie au IIe siècle d'un quasi-monopole en pays sénon mais elle voit ensuite ses exportations baisser, la sigillée d'Argonne qui est très minoritaire au IIe siècle avec seulement 2 % du total continue à exporter sensiblement les mêmes volumes au premier quart du IIIe siècle atteignant ainsi 17 % du total.
Toujours en Gaule lyonnaise, en Normandie, les sigillées estampillées argonnaises arrivent dès la première moitié du IIe siècle en Seine-Maritime mais sont peu présentes en Basse-Normandie, des gobelets argonnais sont également présents au IIe siècle en Normandie malgré la prépondérance des ateliers de Gaule du Nord tels qu'Amiens, Arras et Braives.

#### Limites de la diffusion
Ainsi, tandis que la plupart des ateliers de Gaule de l'Est subissent un effondrement définitif à la fin du IIIe siècle,
les ateliers argonnais occupent la quasi-totalité du marché des sigillées en Gaule du Nord au IVe siècle.
La diffusion de la sigillée argonnaise s'étend alors des régions rhénanes aux côtes de la mer du Nord et de la Manche.
On l'y trouve souvent en grands nombres.
C'est même parfois la seule sigillée tardive découverte sur un site.
En Bretagne romaine en revanche, les sigillées argonnaises sont à peine présentes,
à titre très minoritaire à Londres, Colchester et York.
Les sigillées d'Argonne traversent donc bien la Manche mais en quantités infimes comparées aux sigillées de Lezoux
et à la céramique insulaire.
La sigillée argonnaise est présente en faibles volumes en Rhétie (en Suisse, en Autriche et en Italie du Nord) malgré la prépondérance des sigillées claires africaines.
Elle est présente aussi sur plusieurs sites en Germanie indépendante[réf. nécessaire].
En 1925, Wilhelm Unverzagt (de) relève la trace la plus orientale d'une molette argonnaise sur un fragment de vase daté du IVe siècle et provenant de Carnuntum, capitale de la province romaine de Pannonie, au bord du Danube environ 30 km au sud-est de Vienne.
Et, vers le sud, de la sigillée argonnaise tardive s'est diffusée jusqu'à Thizay dans l'Indre et Chastel-sur-Murat dans le Cantal.

### Typologie et datation
Hans Dragendorff et Joseph Déchelette sont les premiers à dresser des catalogues typologiques de sigillées.
En ce qui concerne la sigillée d'Argonne, après une première typo-chronologie proposée par le Dr Meunier en 1908, ce sont principalement les archéologues allemands Elvira Fölzer et Wilhelm Unverzagt (de) qui analysent la production sigillée argonnaise au début du XXe siècle. C'est Elvira Fölzer qui détermine le début de la production sigillée en Argonne vers 125 d'après ses fouilles dans les forts du limes rhénan, elle constate aussi que la production argonnaise est évincée sur le limes par les ateliers de Rheinzabern et de Trèves durant la seconde moitié du IIe siècle.
Des recensements et catalogues sont publiés par
Wilhelm Unverzagt en 1919,
Georges Chenet en 1941,
Georges Chenet et Guy Chaudron en 1955,
Wolfgang Hübener en 1968.
Les mises au point régionales parues depuis cette date concernent principalement les îles Britanniques, le nord-ouest de la France, la Bretagne, la Normandie et la vallée mosane.
Wolfgang Hübener distingue 8 groupes successifs de décors à la molette dont le premier est daté de 320-350 ; le dernier groupe présente des motifs chrétiens (chrisme, colombe, calice, grappe) et il est daté de 400-435. Cette chronologie fait cependant l'objet de critiques soulignant notamment la possibilité d'une apparition plus précoce des sigillées moletées et le fait que l'utilisation d'un motif puisse se prolonger en petites quantités longtemps après être passé de mode.
L'analyse stylistique des vases sigillés (forme, couleur et décors principalement mais aussi taille, épaisseur, galbe, aspect de surface, particularités de la pâte, engobe, etc.)
et les répertoires connus d'estampilles, de poinçons et de molettes
permettent de repérer et dater assez précisément les produits, même sous forme de tessons,
d'où leur rôle de marqueur chronologique dans les stratigraphies où on les retrouve.
L'analyse chimique des pâtes est nécessaire pour attribuer de façon certaine des céramiques à un lieu de production.
Les dates restent encore imprécises car fondées avant tout sur l'étude des estampilles et les styles de décors.
Cependant au fil des années et des découvertes, la sigillée d’Argonne, très présente aux IVe et Ve siècles, devient un élément de datation plus fiable et s'avère un fossile directeur crucial pour la connaissance du nord-ouest de l'Europe dans l'Antiquité tardive.

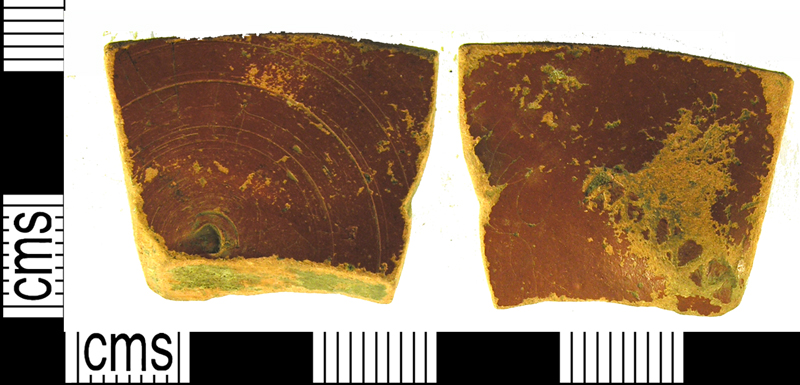
Tessons de céramique sigillée.
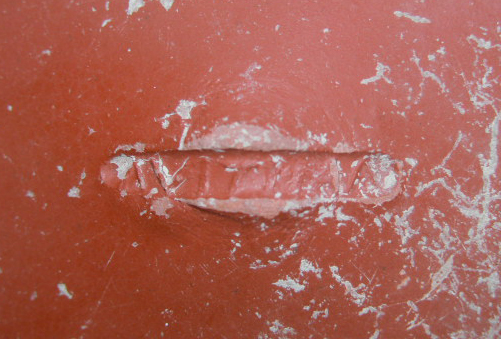
Estampille nominative imprimée au cachet sur le fond d'un vase.
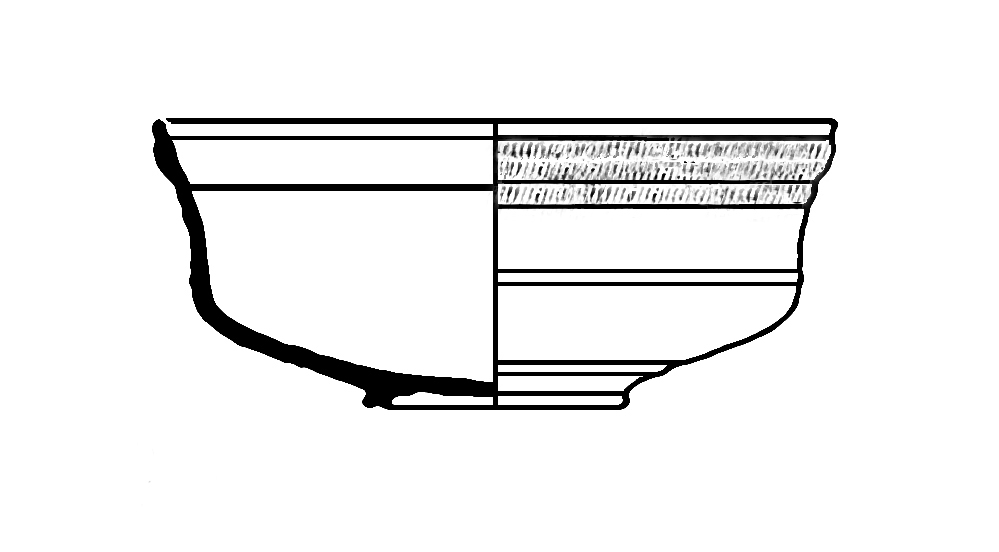
Type « Drag. 29 ».
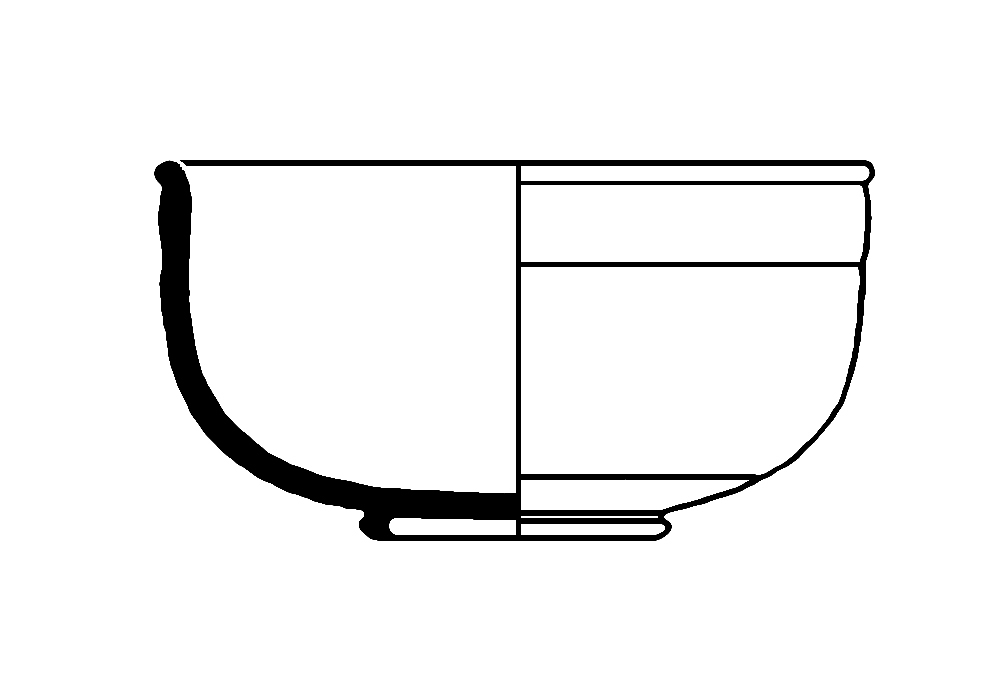
Type « Drag. 37 ».
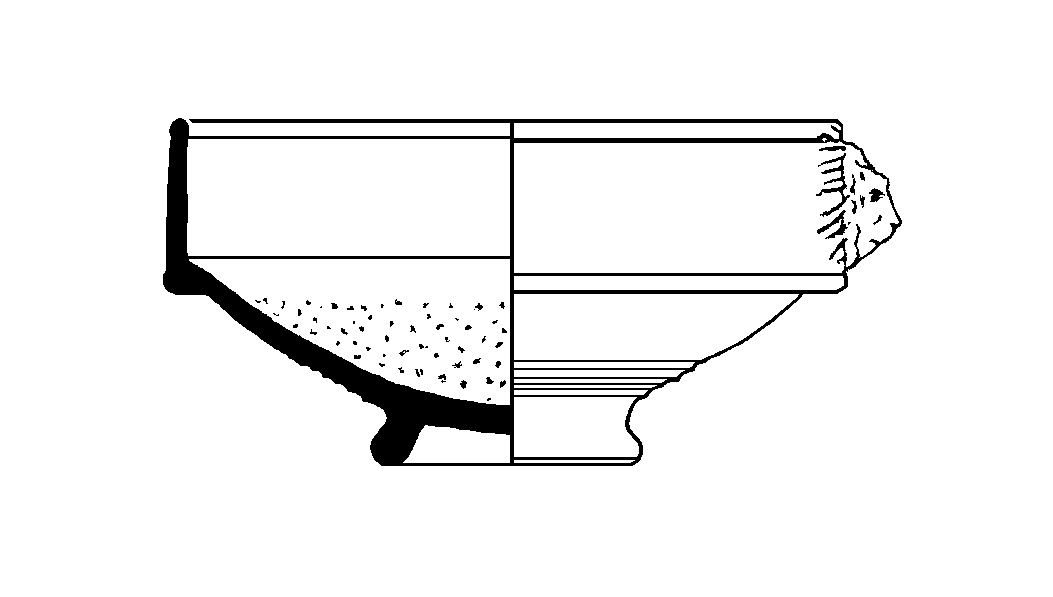
Type « Drag. 45 ».

### Collections
Les sigillées d'Argonne, peu connues, sont rarement accessibles au public.
Toutefois, tout d'abord à Verdun, le musée de la Princerie expose des céramiques sigillées d'Argonne provenant de fouilles du XIXe siècle en Lorraine.
Le musée d'Argonne à Varennes-en-Argonne, créé en 1973, présente également une collection de céramiques sigillées locales.
Le musée de la Céramique et de l'Ivoire de Commercy présente aussi des sigillées argonnaises pour la plupart en dépôt du musée de l'Argonne.

Sigillée argonnaise au musée de la Céramique et de l'Ivoire de Commercy
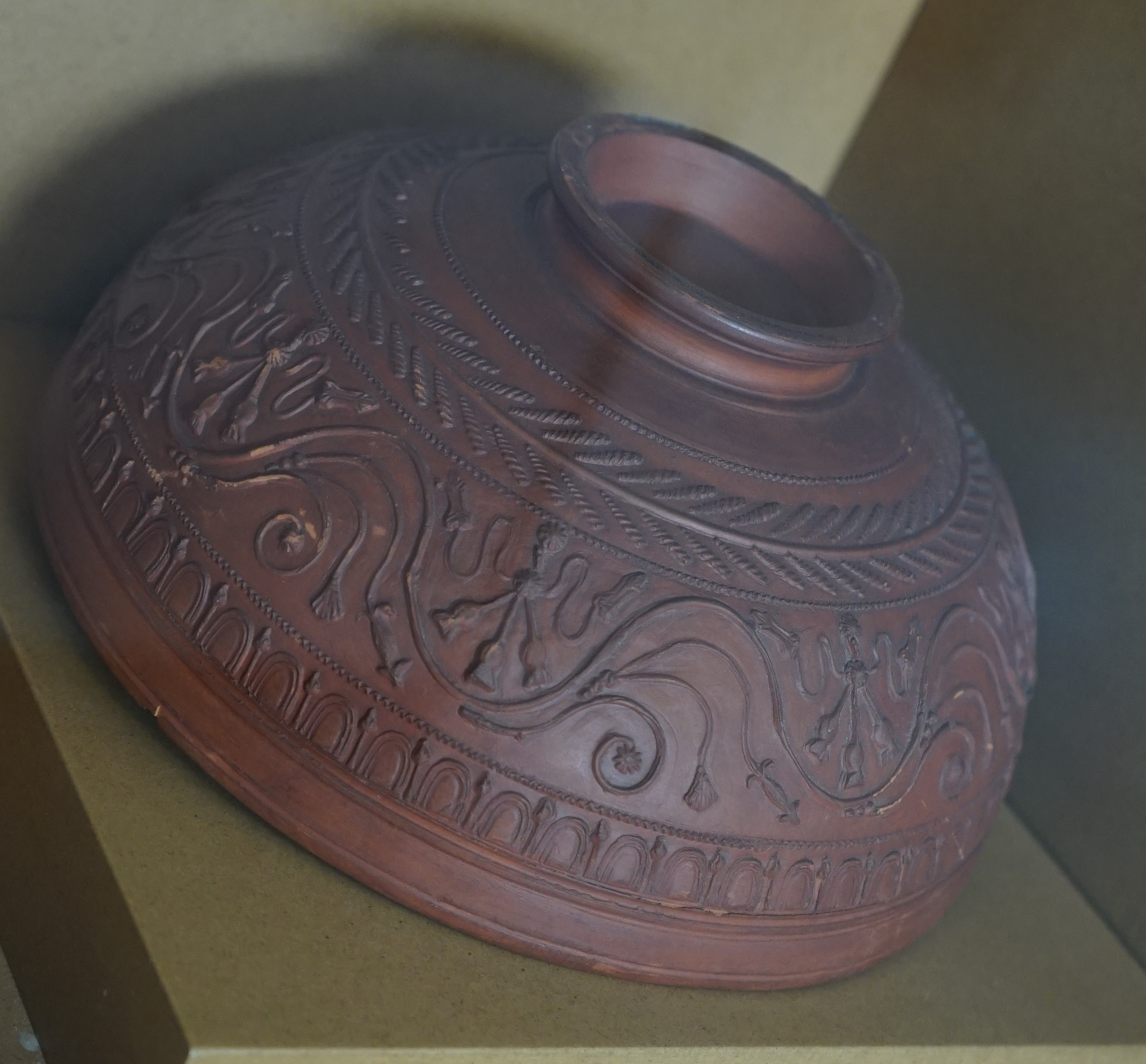
Bol moulé c. IIIe siècle.
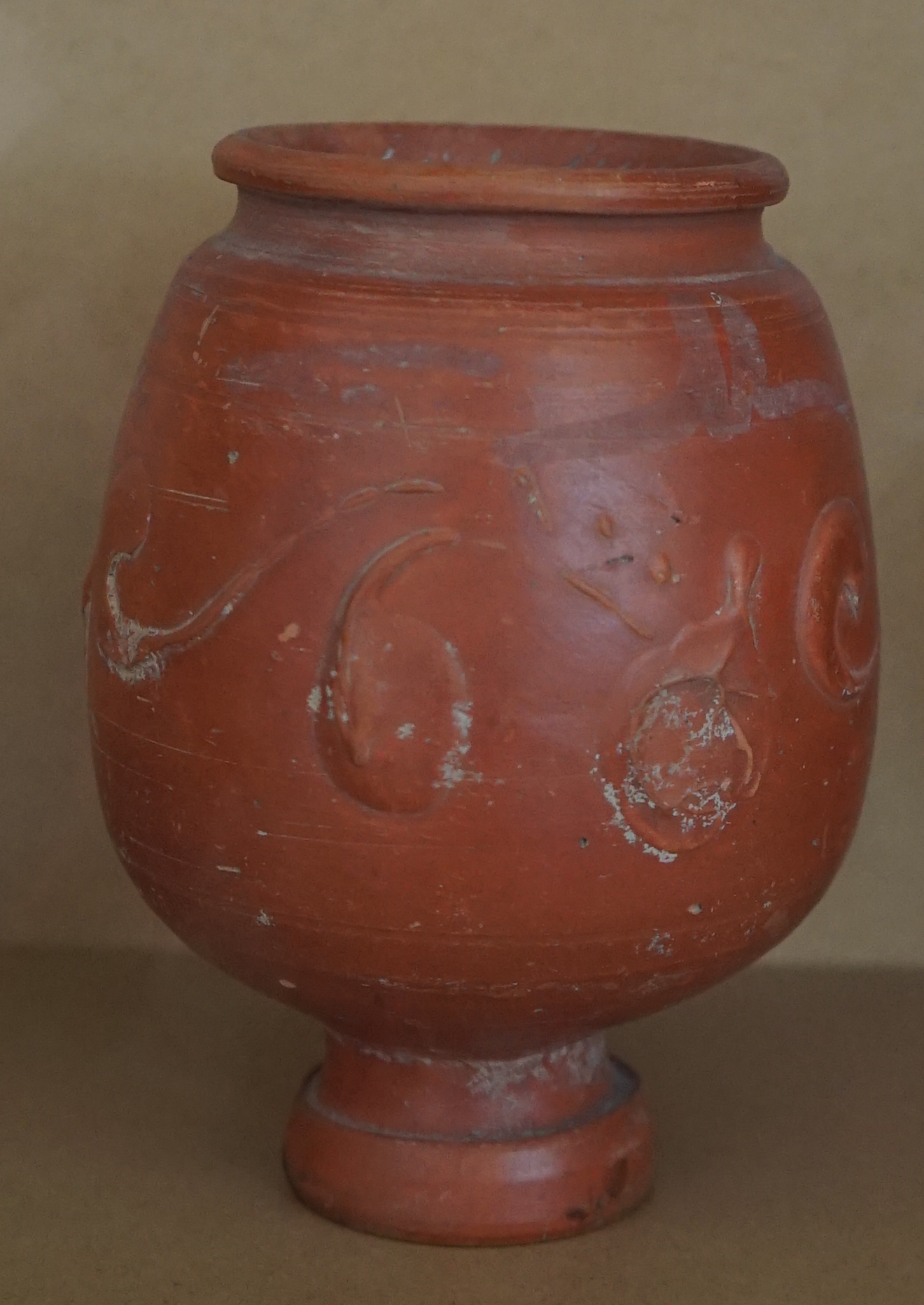
Pot portant une inscription peinte c. IIIe siècle.
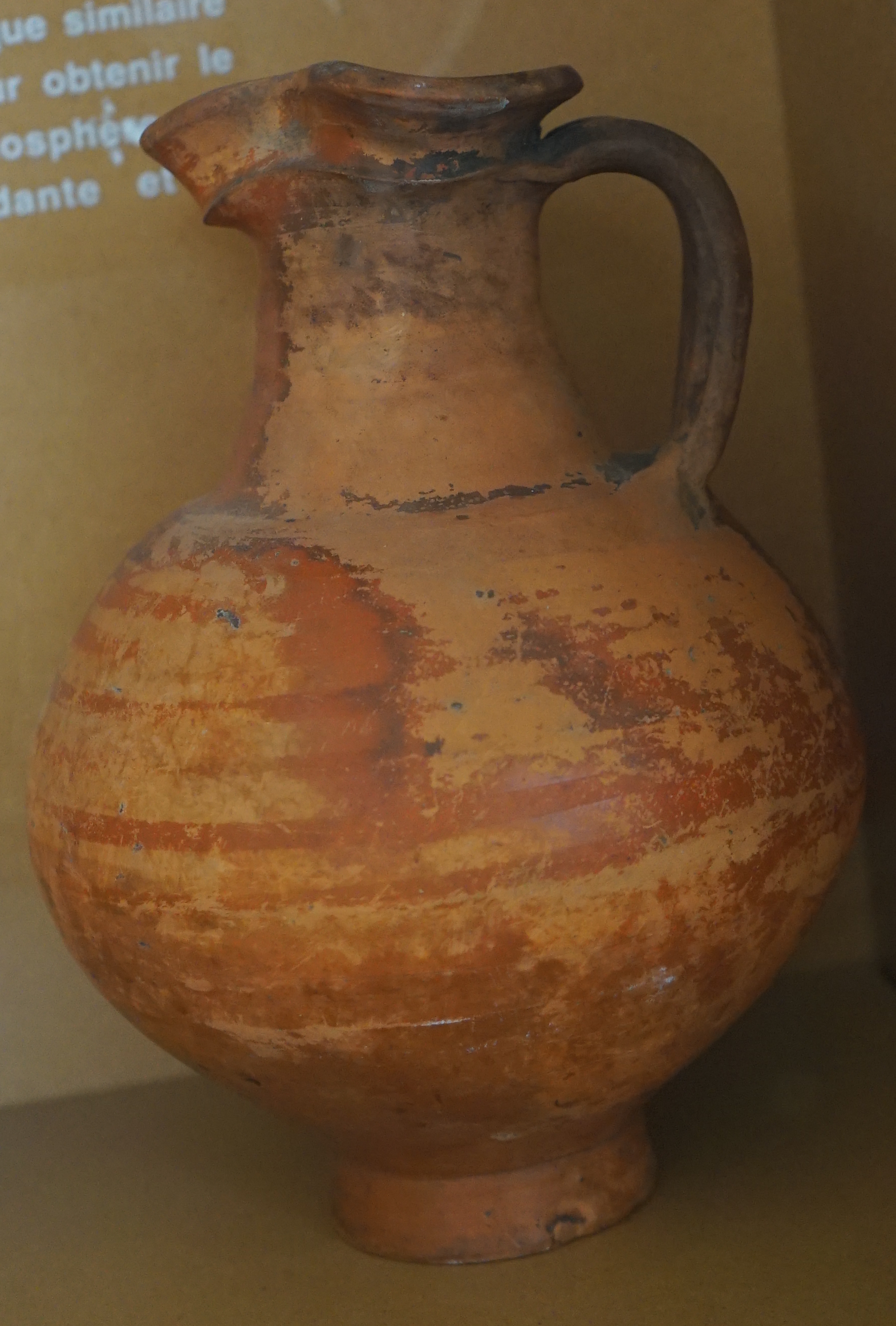
Œnochoé du IVe siècle.

Ce qui reste des collections rassemblées en Argonne par le Dr Meunier et Georges Chenet est conservé au musée d'Archéologie nationale de Saint-Germain-en-Laye, notamment :
- le « grand plat alphabétique de Lavoye » découvert par le Dr Meunier en 1904 dans un dépôt funéraire à Lavoye, il s'agit d'un vase sigillé du IVe siècle à fond conique, de diamètre 32 cm et hauteur 8 cm, inscrit d'un alphabet presque complet tracé à la pointe sèche à l'extérieur du vase après cuisson[36],
- les moules à valves du IIe siècle trouvés à Lavoye, etc.
- un objet insolite interprété en 2002 comme une flûte de Pan factice ; mal identifié au départ, cet objet de terre cuite de 6,6 × 7 × 1 cm est purement décoratif et non fonctionnel ; il fait partie de la collection cédée en 1945 par Georges Chenet et pourrait provenir de l'une des nombreuses officines argonnaises qu'il a fouillé ; sa pâte rose porte des traces de l'engobe rouge des céramiques sigillées[69].

À Saint-Germain-en-Laye se trouvent également la plupart des céramiques d'Argonne du IVe siècle trouvées dans les nécropoles gallo-romaines de la région de Compiègne et principalement à Chevincourt mais un important échantillon de ces sigillées argonnaises tardives est néanmoins resté sur place au musée Antoine-Vivenel de Compiègne. La collection du musée Vivenel — qui comprend une quinzaine de plats, une terrine à mufle-déversoir, des gobelets, une cruche à décor peint et six bols décorés à la molette — résume assez bien la production des potiers d'Argonne au IVe siècle.